# Jakob Brüllmann
Jakob Brüllmann (* 9. Dezember 1872 in Weinfelden, Schweiz; † 28. Dezember 1938 in Stuttgart) war ein Schweizer Bildhauer.

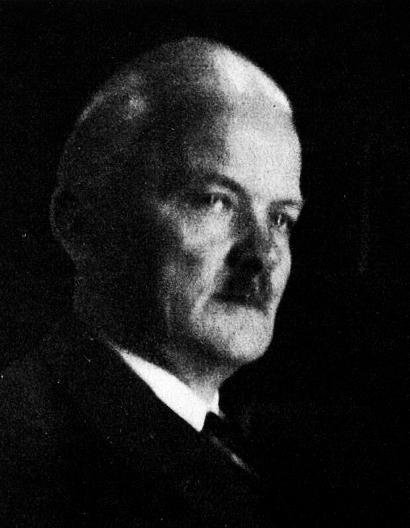
Jakob Brüllmann

## Leben
Jakob Brüllmann wurde als ältestes von zehn Kindern in Weinfelden geboren. Sein Geburtshaus war das «Haus zur Schwärzi», welches heute als Schulhaus fungiert. Sein Vater war ein Steinmetz. Nach seinem Realschulabschluss erfuhr er seine erste Ausbildung im väterlichen Betrieb, ehe er weitere Erfahrung bei einem Steinhauer in St. Gallen sammelte. Aufgrund seines Talents gelangte er 1892 an die Kunstgewerbeschule München und studierte im Anschluss daran ab 1895 an der Münchner Kunstakademie. Ausgebildet wurde er dort unter anderem von Wilhelm von Rümann. Praxiserfahrung sammelte er drei Jahre lang bei den Bildhauern August Drumm und Josef Flossmann in München.
Im Jahr 1900 zog Jakob Brüllmann nach Stuttgart. Am 11. September 1900 heiratete er Luise geb. Stadler. Der gebürtige Schweizer nahm dort auch die württembergische Staatsbürgerschaft an. In den Folgejahren erstellte er viele Kunstwerke im Grossraum Stuttgart, aber auch weiterhin in seiner Heimat.
Brüllmann beteiligte sich an zahlreichen Wettbewerben und gewann auch viele Preise. Er gehörte viele Jahre dem Vorstand der Stuttgarter Sezession an und galt als Berater und Lehrmeister der jungen Künstlergeneration. In seiner Kritik anderer Künstler liess er sich stets von Taktgefühl leiten.
Jakob Brüllmann erlag am 28. Dezember 1938 einem schweren Herzleiden. Seine letzte Ruhestätte fand er auf dem Waldfriedhof Stuttgart. Sein Grab ziert noch heute ein lebensgrosses junges Rehkitz, das er selbst geschaffen hat.

## Werkverzeichnis
Viele Werke Jakob Brüllmanns sind auch heute noch öffentlich zugänglich. Aufgrund des Ersten Weltkrieges sind darunter auch mehrere Krieger- und Gefallenendenkmäler, so zum Beispiel im Ulmer Münster, in Marbach am Neckar oder in der Oswaldkirche in Stuttgart. Neben seinen grossen Werken hat Jakob Brüllmann auch viele Ausschmückungen privater und öffentlicher Gebäude ausgeführt.

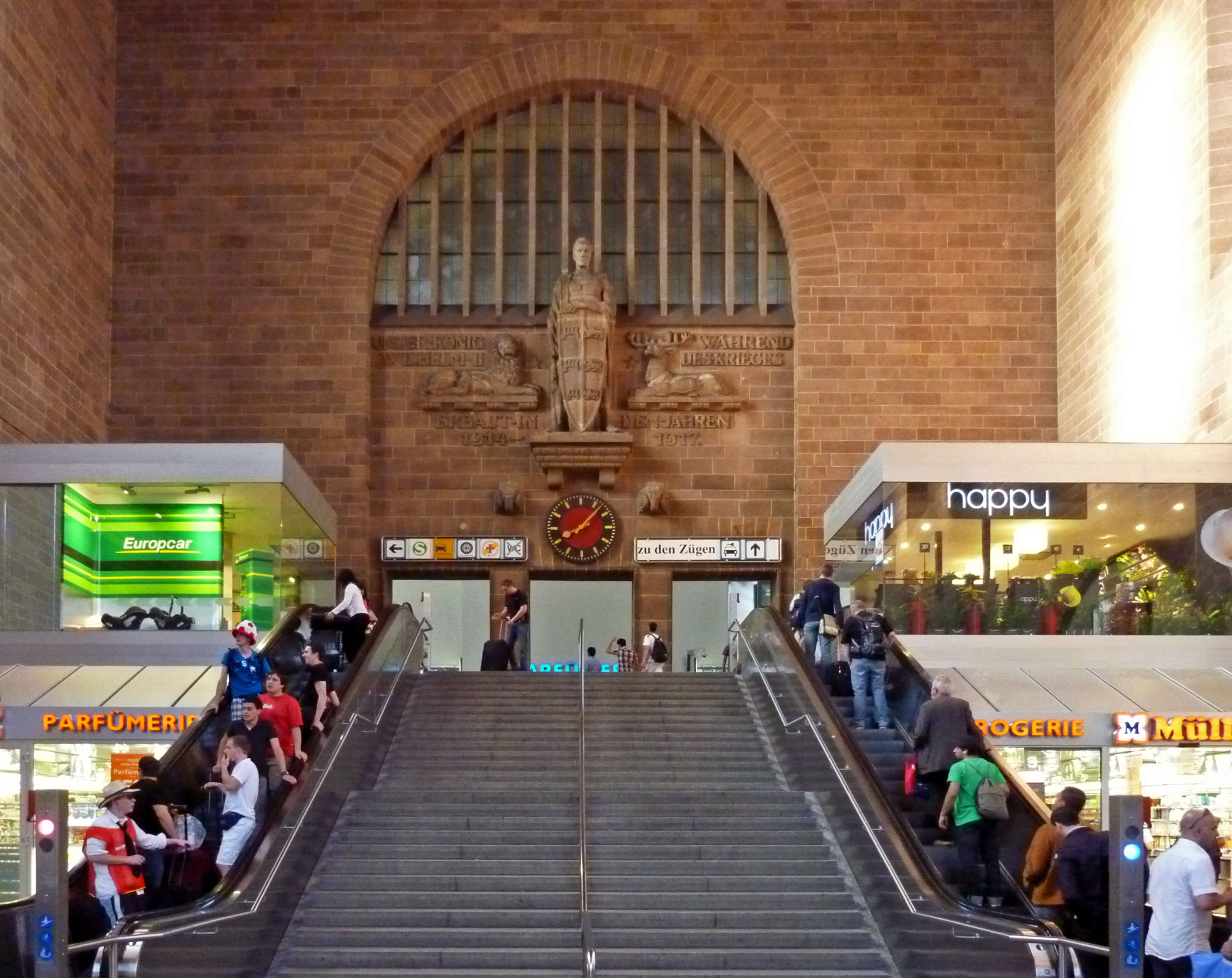
Relief in der Grossen Schalterhalle Stuttgart
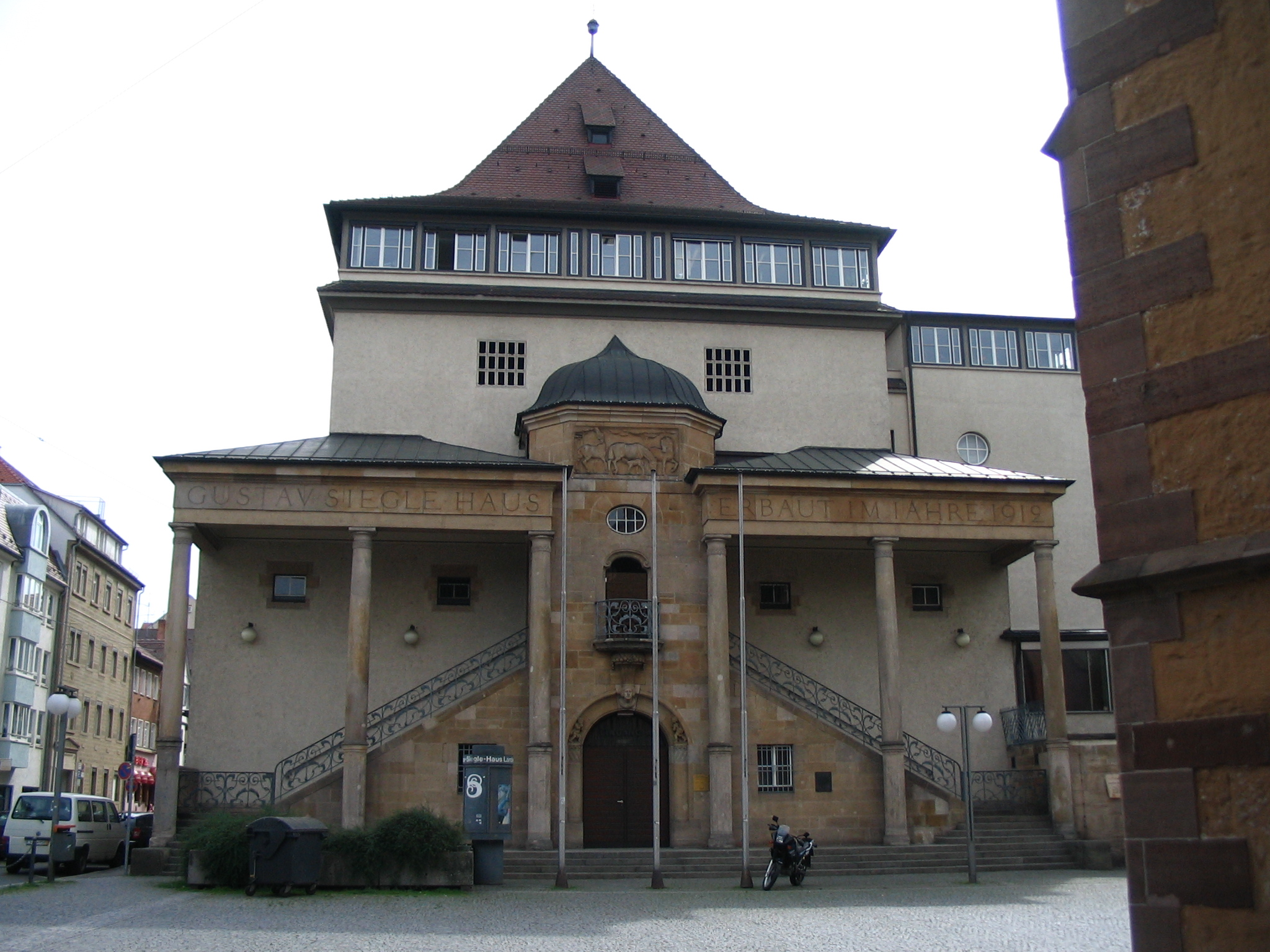
Relief über dem Hauptportal des Gustav-Siegle-Hauses in Stuttgart
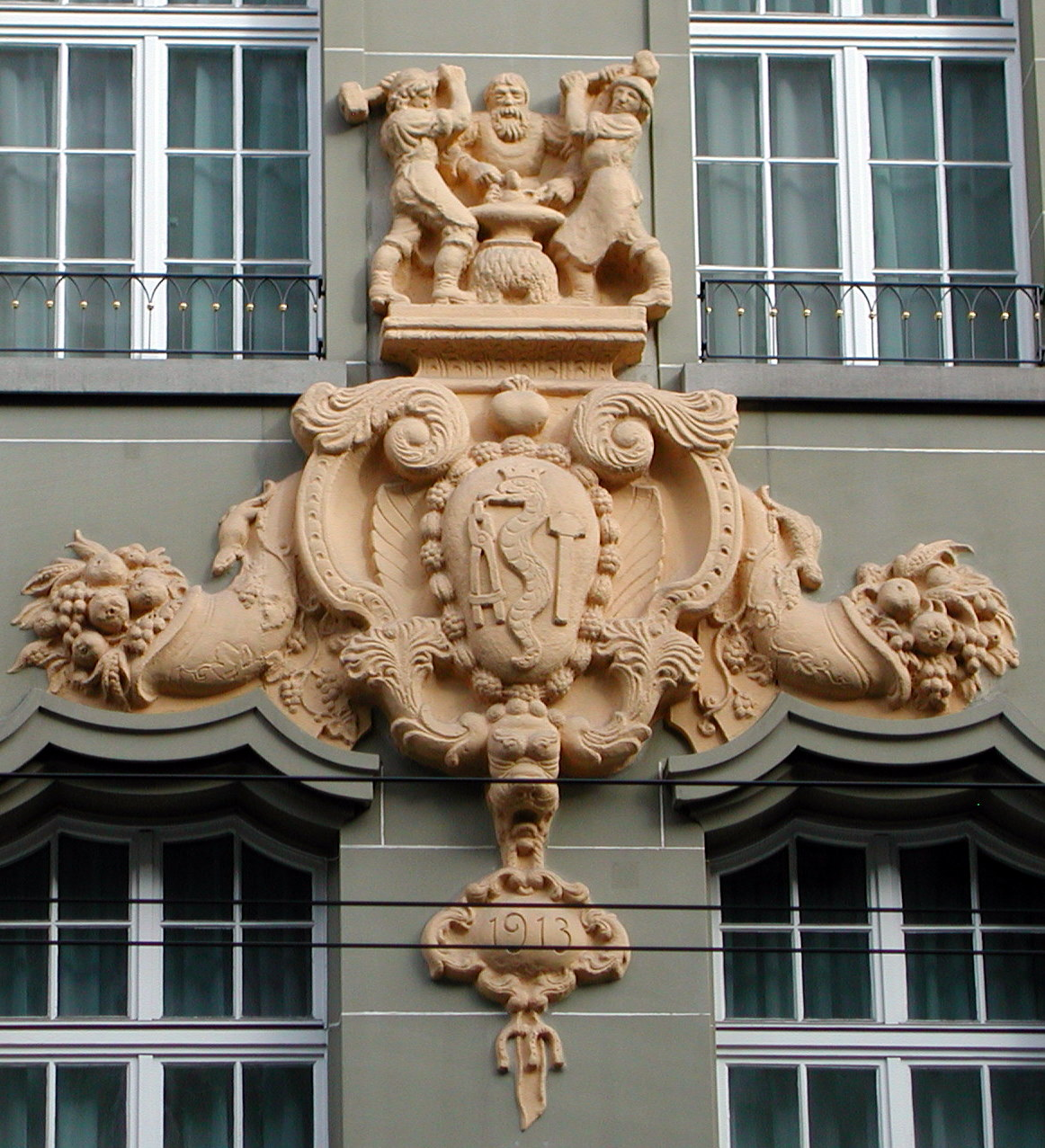
Wappen der Zunftgesellschaft zu Schmieden in Bern
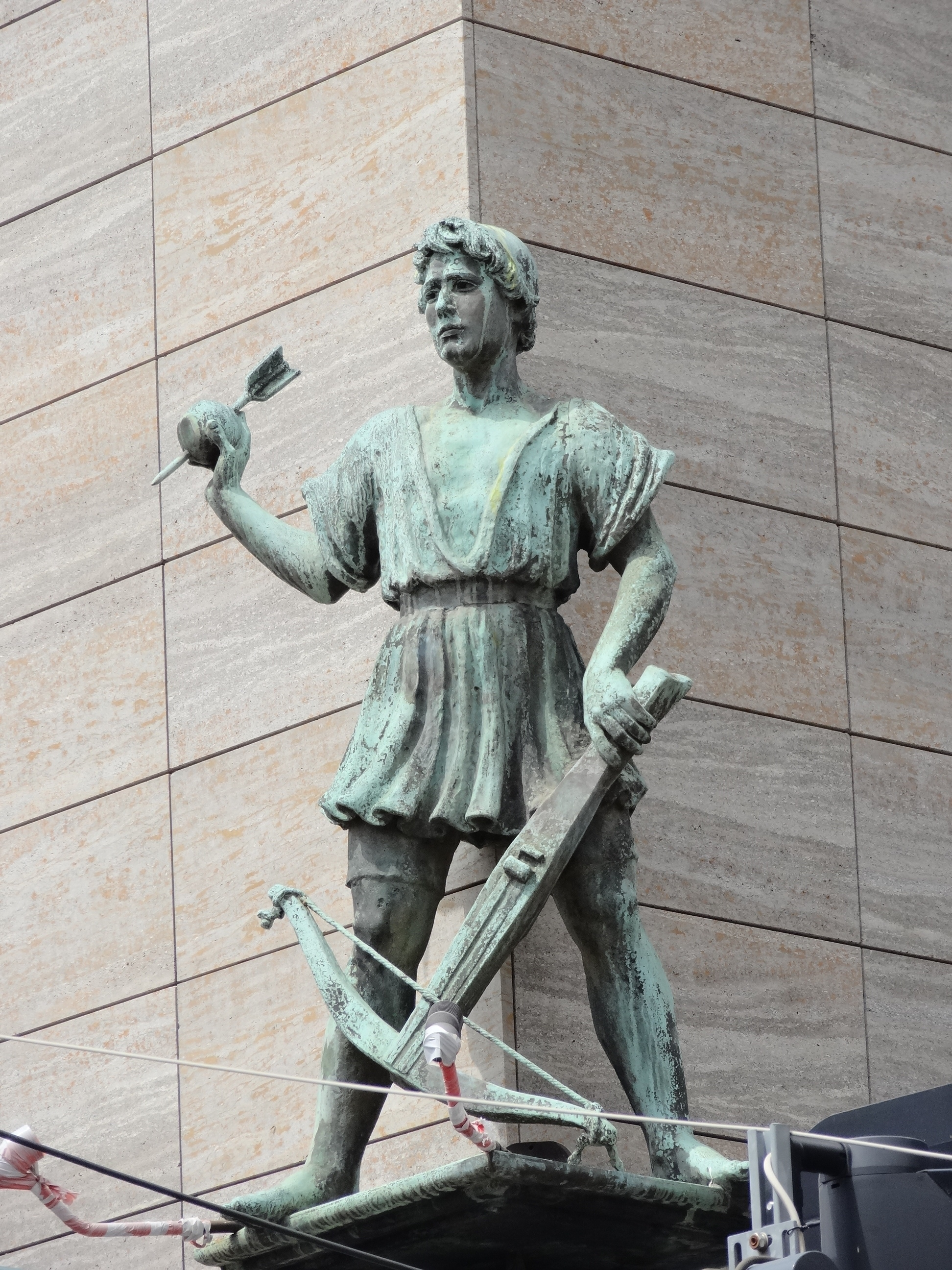
Tell-Figur am Haus der Schweiz in Berlin

| Zeitraum  | Ort                   | Lage                                          | Adresse                                                                              | Objekt | Details |
| --------- | --------------------- | --------------------------------------------- | ------------------------------------------------------------------------------------ | --- | ------- |
| –         | Friedrichshafen       | Hafen, Anlegeplatz Romanshorn                 | Seestraße 23, 88045 Friedrichshafen                                                  | Fährmann und Bahnarbeiter |         |
| –         | Maulbronn             | Kloster Maulbronn                             | Klosterhof 5, 75433 Maulbronn                                                        | Denkmal für die Gefallenen des Ersten Weltkriegs |         |
| –         | Chur                  | Kunsthaus Chur                                | Bahnhofstrasse 35, 7000 Chur                                                         | Gipsmodell aus einem Wettbewerb für den Montana-Brunnen |         |
| –         | Privatbesitz          | –                                             | –                                                                                    | Büste von Jakob Brüllmanns Vater Jakob | mehr…   |
| –         | Privatbesitz          | –                                             | –                                                                                    | Büste von Jakob Brüllmanns Tochter Luise | mehr…   |
| –         | Privatbesitz          | –                                             | –                                                                                    | Büste von Jakob Brüllmanns Sohn Helmut | mehr…   |
| –         | Weinfelden            | Rathaus                                       | Rathausstrasse 2, 8570 Weinfelden                                                    | Büste von Thomas Bornhauser |         |
| –         | Weinfelden            | Rathaus                                       | Rathausstrasse 2, 8570 Weinfelden                                                    | Büste von Paul Reinhard |         |
| –         | Zürich                | Schweizerische Rückversicherungs-Gesellschaft | Mythenquai 50/60, 8022 Zürich                                                        | Brunnen im Garten |         |
| –         | Stuttgart             | Stiftskirche                                  | Stiftsstraße 12, 70173 Stuttgart                                                     | Oberster Umgang des Westturms: Zeichen der „neuen Zeit“ |         |
| 1901–1903 | Stuttgart-Mitte       | Königin-Katharina-Stift                       | Schillerstraße 5, 70173 Stuttgart-Mitte                                              | |         |
| 1905      | Pfullingen            | Landgut Erlenhof                              | 72793 Pfullingen                                                                     | Wandbrunnen | mehr…   |
| 1906      | Murrhardt             | Villa Franck                                  | Hohenstein 1, 71540 Murrhardt                                                        | Relief der Brunnenterrasse und des Giebels |         |
| 1907–1908 | Stuttgart             | Erlöserkirche/Martinskirche                   | Birkenwaldstraße 24, 70191 Stuttgart                                                 | Säulenrelief, Turmfiguren aus 400 Jahre alter Eiche |         |
| 1907–1912 | Stuttgart             | Gustav-Siegle-Haus (Philharmonie)             | Leonhardstraße 28, 70182 Stuttgart                                                   | Reliefbild des Stuttgarter Wappentiers, Ausschmückung |         |
| 1908–1910 | Ulm                   | evangelische Garnisonkirche (Pauluskirche)    | Frauenstraße 110, 89073 Ulm                                                          | |         |
| 1909      | Stuttgart             | Pragfriedhof, Abteilung 18                    | Friedhofstraße 44, 70191 Stuttgart                                                   | Grabmal für Hermann Staigmüller (1857–1908); Engel unter Torbogen von Jakob Brüllmann nach einem Entwurf von Theodor Fischer                                                                                   |         |
| 1910      | Giengen               | Kolumbarium der Familie Hähnle                | Auf dem Schiessberg 1, 89537 Giengen                                                 | Kolumbarium Hähnle |         |
| 1911      | Zürich                | Bürkliplatz                                   | 8001 Zürich                                                                          | Arnold-Geiser-Brunnen | mehr…   |
| 1911      | Stuttgart             | Kunstgebäude Stuttgart                        | Schloßplatz 2, 70173 Stuttgart                                                       | Reliefs an Säulenachsen in der Vorhalle, Stiftungstafel in buntem Marmor |         |
| 1911      | Stuttgart             | Marstall                                      | Stuttgart                                                                            | Ausschmückung |         |
| 1912      | Stuttgart             | Johannes-Kepler-Gymnasium                     | Daimlerstraße 8, 70327 Stuttgart-Bad Cannstatt                                       | Bildhauerarbeiten |         |
| 1912      | Zürich                | Villa Schlössli                               | Zürichberg, Zürich                                                                   | Brunnenfigur |         |
| 1913      | Stuttgart             | Markthalle                                    | Dorotheenstraße 4                                                                    | bildhauerischer Schmuck an beiden Portalen zur Dorotheenstraße, außer den Reliefs des Stuttgarter Rößles am Portal zum Karlsplatz Reliefs von Putten, am Portal zum Alten Schloss vier Reliefs mit Marktszenen |         |
| 1913      | Stuttgart             | Weißenburgpark                                | Hohenheimer Straße 119a, 70184 Stuttgart                                             | Frühlingssäule, monumentale Säule mit der allegorischen Bronzefigur „Der von den Bergen herabkommende Frühling“, vier Bronzeputten und vier steinernen Satyrmasken                                             |         |
| 1913      | Stuttgart             | Heilandskirche                                | Sickstraße 39, 70190 Stuttgart                                                       | Altar, Taufstein und Kapitelle |         |
| 1915      | St. Gallen            | Neues Postgebäude                             | Bahnhofsplatz 5, 9000 St. Gallen                                                     | Bauplastik: Relief an der Posthalle über dem Eingang, Postillon mit Pferd an der Vorhalle |         |
| 1915      | Bern                  | Zunfthaus der Gesellschaft zu Schmieden       | Schmiedenplatz 5, 3011 Bern                                                          | Zunftwappen an der Fassade |         |
| 1916      | Basel                 | Singerhaus                                    | Marktplatz 34, Basel                                                                 | Reliefs an der Fassade |         |
| 1916      | Zürich                | Bezirksgerichtsgebäude Außersihl              | Badenerstrasse 90, 8004 Zürich                                                       | Relief des Hl. Georg mit dem Drachen im Giebelfeld an der Südseite |         |
| 1917      | Zürich                | Schweizerische Bankgesellschaft (heute: UBS)  | Bahnhofstrasse 45, 8001 Zürich                                                       | Allegorisches Sandstein-Portal |         |
| 1917      | Stuttgart             | Hauptbahnhof                                  | Arnulf-Klett-Platz, 70173 Stuttgart                                                  | Relief eines Ritters mit den Wappentieren Löwe und Hirsch |         |
| 1917      | Stuttgart             | Hospitalkirche                                | Hospitalstraße 20, 70174 Stuttgart-Mitte                                             | Württembergisches Reformationsdenkmal | mehr…   |
| 1918–1922 | Stuttgart-Weilimdorf  | Oswaldkirche                                  | Ditzinger Straße 1, 70499 Stuttgart-Weilimdorf                                       | Gefallenendenkmal | mehr…   |
| 1919–1921 | Bad Urach             | Amanduskirche                                 | Gabriel-Biel-Platz 2, 72574 Bad Urach                                                | Zwei Steinfiguren |         |
| 1920      | Schwäbisch Hall       | Nikolaifriedhof                               | Heilbronner Straße 14, 74523 Schwäbisch Hall                                         | Kriegerdenkmal |         |
| 1921      | Ulm                   | Ulmer Münster                                 | Münsterplatz 14, 89073 Ulm                                                           | Gedenktafel des Ulanenregiments |         |
| 1921      | Stuttgart-Nord        | Villa F. Roser                                | Am Bismarckturm 58, 70192 Stuttgart-Nord                                             | Plastiken und Einfriedigung |         |
| 1922      | Lauffen am Neckar     | Pfalzgrafenburg                               | Rathausstraße 10, 74348 Lauffen am Neckar                                            | Lauffener Kriegerdenkmal | mehr…   |
| 1924      | Ludwigsburg           | Alter Friedhof                                | Schorndorfer Straße, 71638 Ludwigsburg                                               | Kriegerehrenmal 1914–18 |         |
| 1924      | Arbon                 | Neue reformierte Kirche                       | Arbon (Thurgau)                                                                      | Taufstein |         |
| 1925      | Steinheim an der Murr | Martinskirche                                 | Kirchplatz 5, 71711 Steinheim an der Murr                                            | Kriegerdenkmal (zusammen mit dem Architekten Friedrich Haußer) |         |
| 1925      | Stuttgart             | Spar- und Girokasse                           | Königstraße 5, 70173 Stuttgart                                                       | Geflügelter Merkur an der Seitenfassade |         |

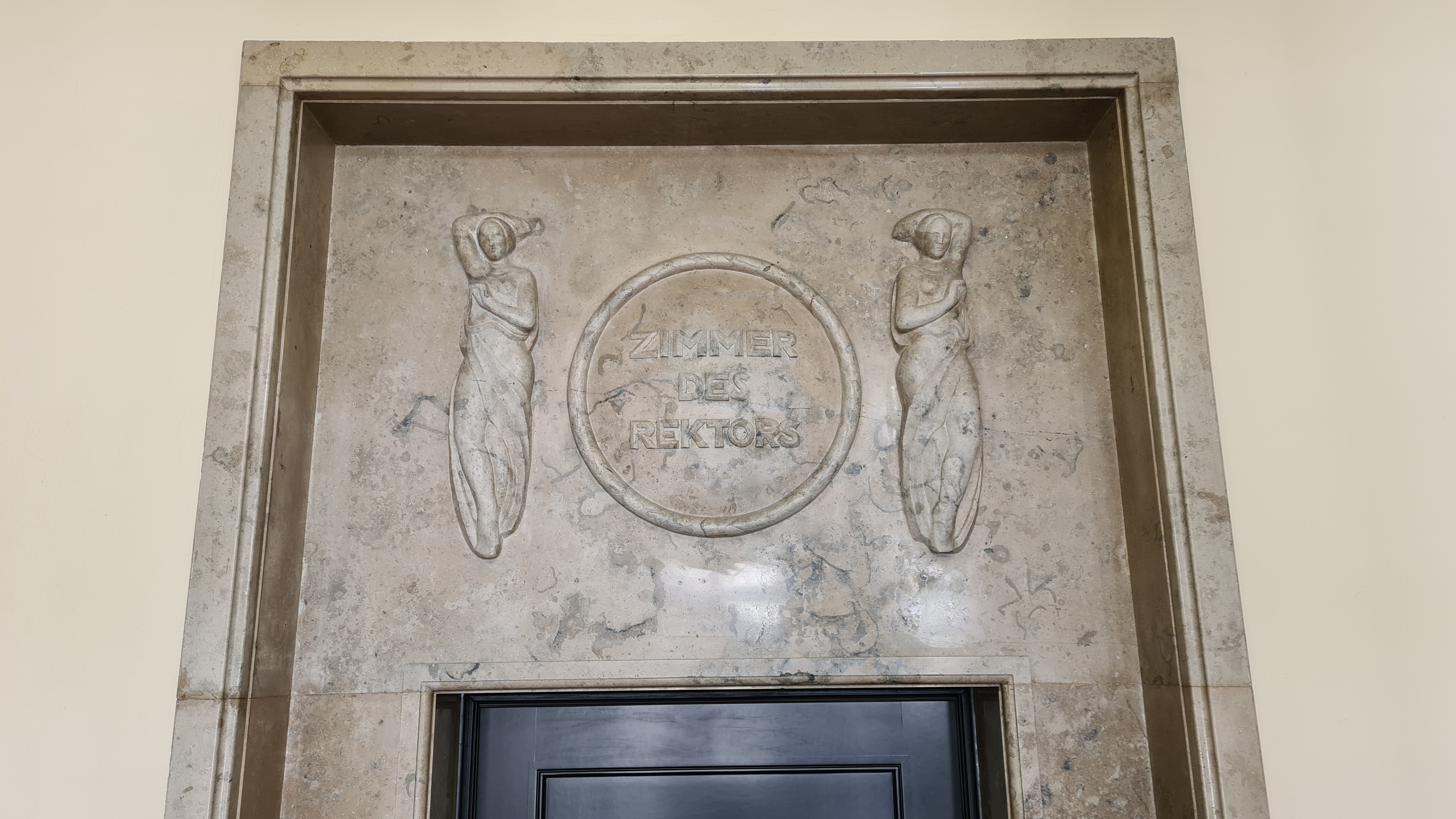
Portal für das Zimmer des Rektors in der Neuen Aula in Tübingen - Detailansicht

| 1926      | Tübingen              | Neue Aula der Universität                     | Wilhelmstraße 5–9, 72074 Tübingen                                                    | Portal für das Zimmer des Rektors | mehr…   |
| 1927      | Stuttgart-Kaltental   | Hirsauer Straße / Kuckucksruf                 | Hirsauer Straße 31, 70569 Stuttgart-Kaltental                                        | Kuckucksrufbrunnen (Mutter-Kind-Brunnen) |         |
| 1928      | Stuttgart             | Tagblattturm                                  | Eberhardstraße 61, Stuttgart-Mitte                                                   | zusammen mit Sohn Emil Brüllmann: Relief in der ehemaligen Schalterhalle mit Darstellung der Zeitungsproduktion neben Porträt von Generaldirektor Carl Esser                                                   |         |
| 1928      | Stuttgart-Gaisburg    | Friedhof Gaisburg                             | Hornbergstraße 140, 70186 Stuttgart                                                  | Mahnmal |         |
| 1928      | Stuttgart             | Oberpostdirektion                             | Lautenschlagerstraße / Kronenstraße / Stephanstraße / Thouretstraße, 70173 Stuttgart | Relief des Knaben mit dem Posthorn, evtl. auch die „Schneckenpost“ |         |
| 1931      | Filderstadt           | Martinskirche                                 | Sielminger Hauptstraße 7, 70794 Filderstadt-Sielmingen                               | Kruzifix | mehr…   |
| 1931      | Weinfelden            | Rathausvorplatz                               | Rathausstrasse 2, 8570 Weinfelden                                                    | Thomas-Bornhauser-Brunnen | mehr…   |
| 1932      | Eisenach              | Treppenanlage Hainweg                         |                                                                                      | Umgestaltung des Wingolfsdenkmals |         |
| 1933      | Stuttgart-Sillenbuch  | Martin-Luther-Kirche                          | Oberwiesenstraße 28, 70619 Stuttgart-Sillenbuch                                      | Christusplastik | mehr…   |
| 1934      | Marbach am Neckar     | Stadttor                                      | Marktstraße, 71672 Marbach am Neckar                                                 | Kriegerdenkmal am Stadttor |         |
| 1937      | Berlin                | Haus der Schweiz                              | Unter den Linden 24 / Friedrichstraße 155/156, 10117 Berlin                          | Lebensgroßer „Tellknabe“ in Bronze |         |
| 1937      | Stuttgart             | Martinskirche                                 | Eckartstraße 2, 70191 Stuttgart                                                      | Lutherrelief |         |
| 1938      | Giengen               | Brunnenbüble                                  | Memminger Torplatz, 89537 Giengen                                                    | Brunnenfigur |         |
| 1938      | Stuttgart             | Martinskirche                                 | Eckartstraße 2, 70191 Stuttgart                                                      | Lutherbild mit Christus |         |
| 1938      | Stuttgart             | Waldfriedhof                                  | Waldfriedhof 3, 70597 Stuttgart                                                      | Grabstein mit Reh-Skulptur | mehr…   |

## Einzelne Werke

### Büsten

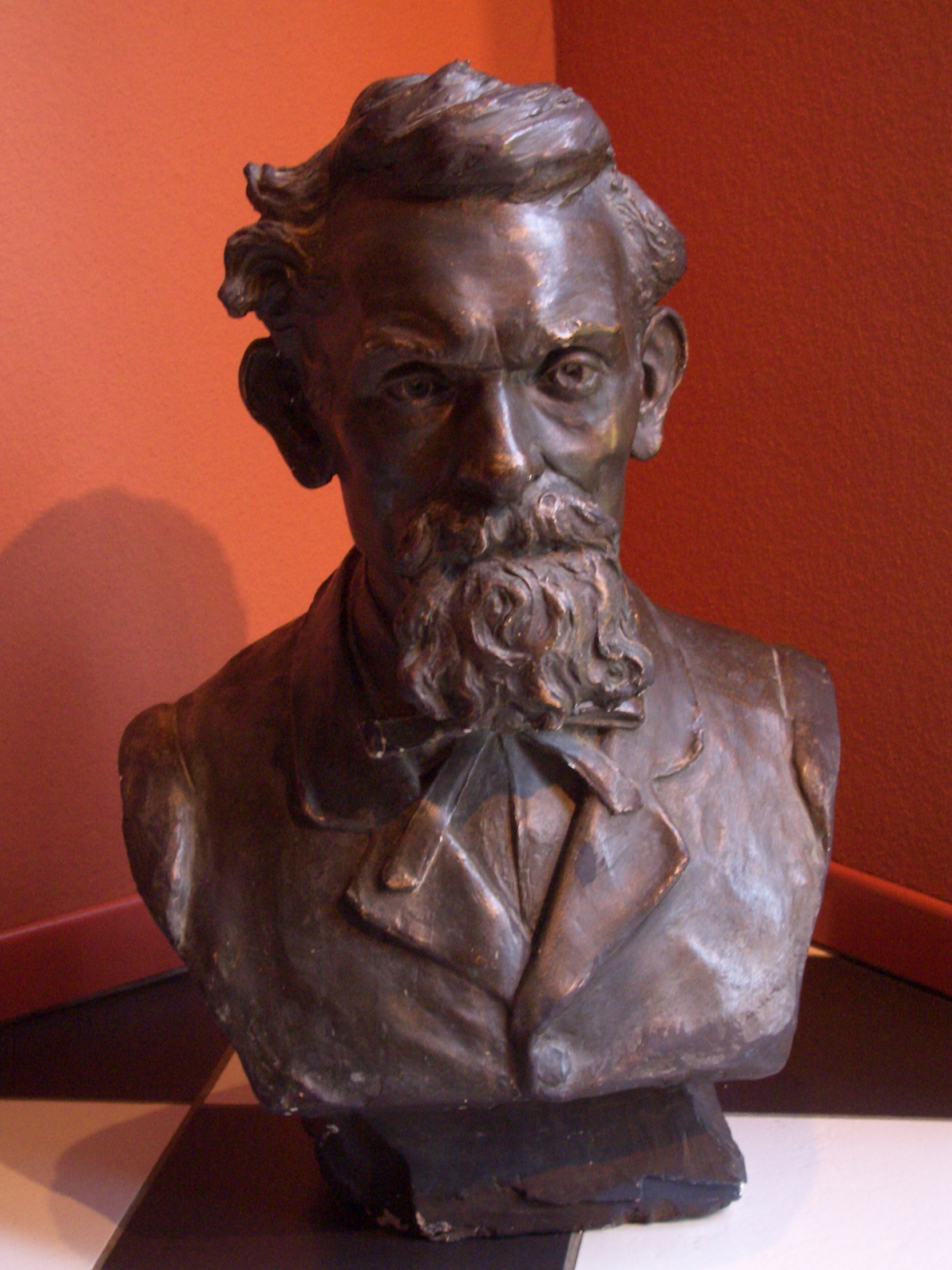
Jakob Brüllmanns Vater Jakob
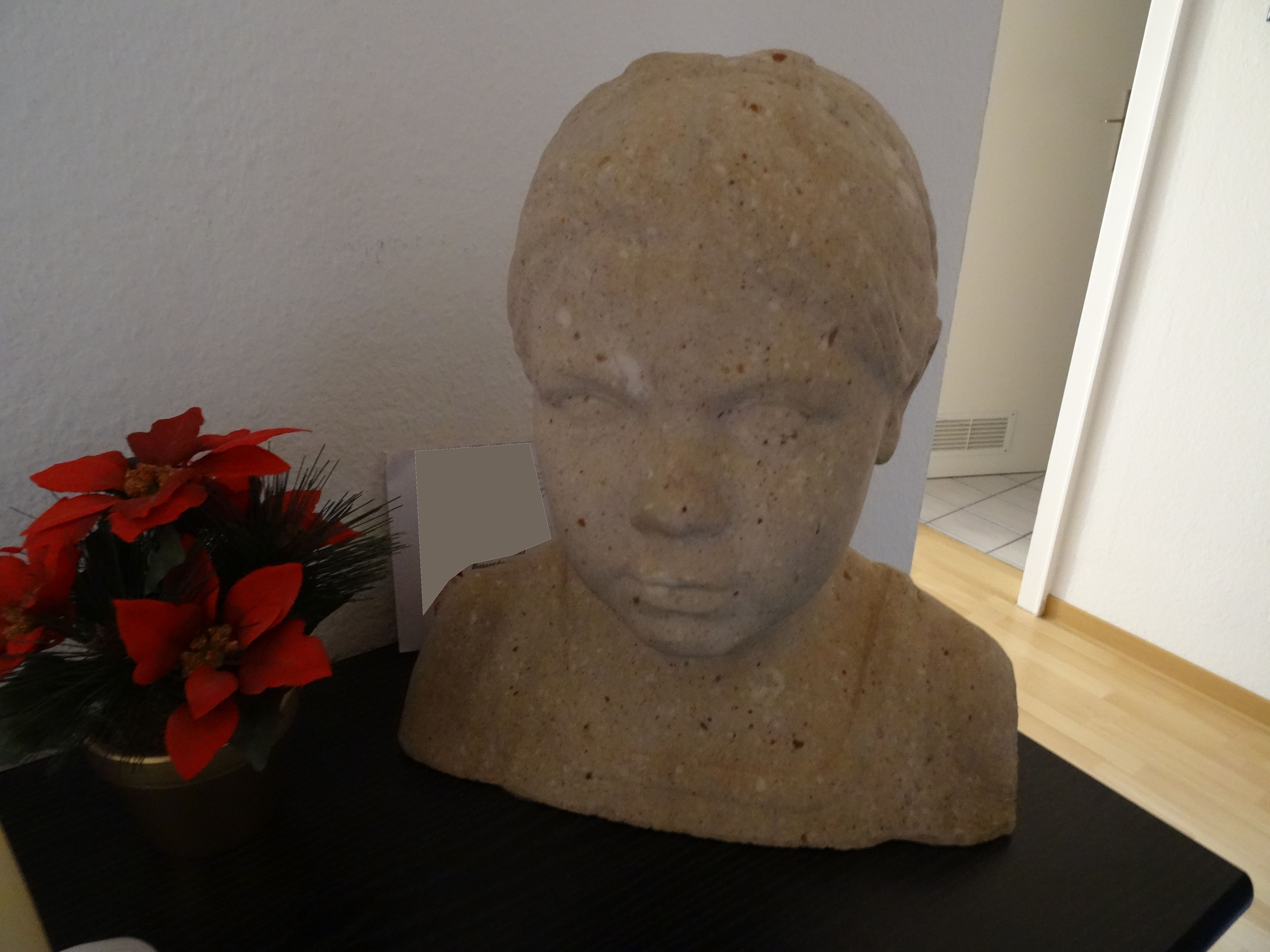
Jakob Brüllmanns Tochter Luise
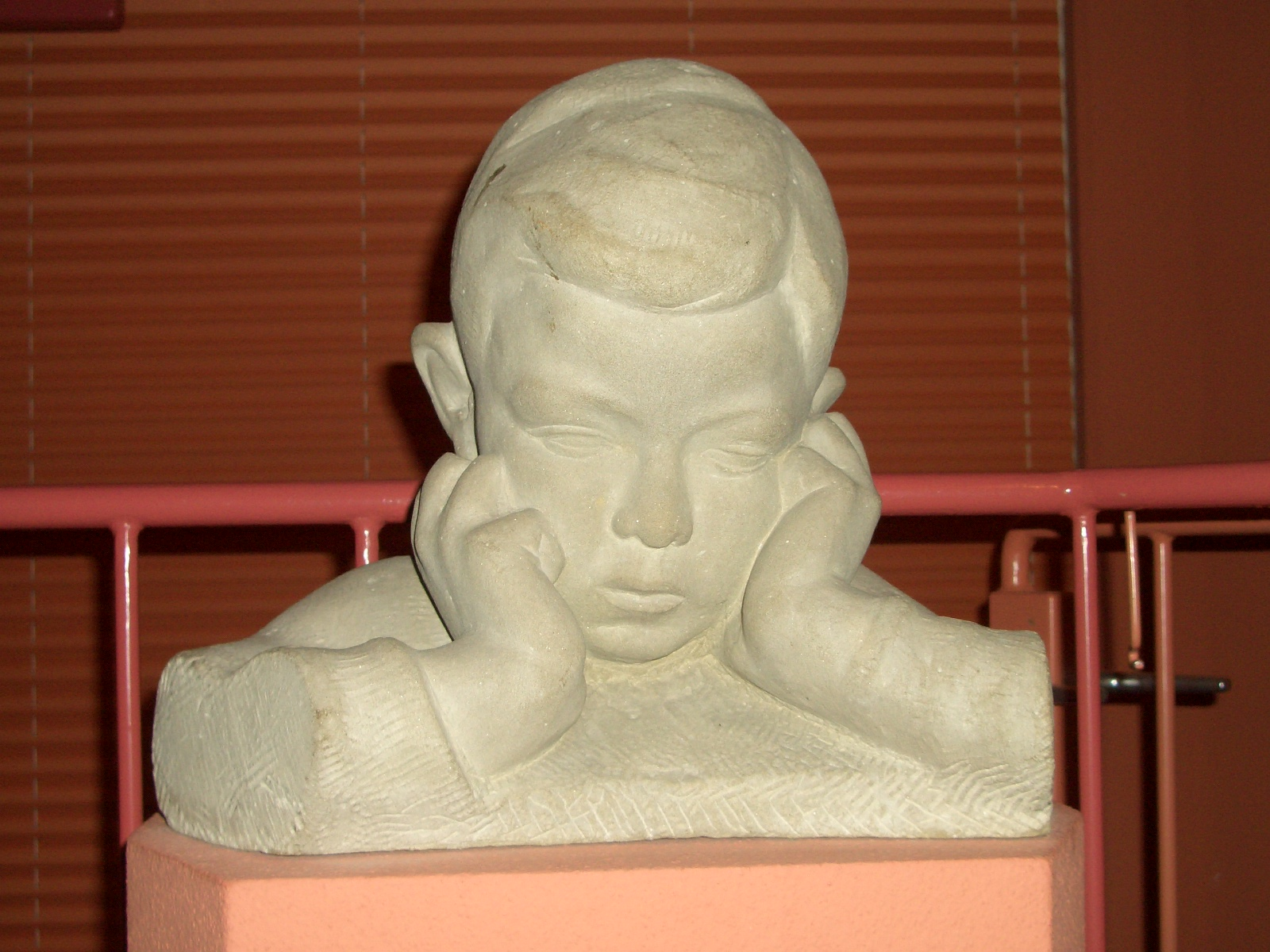
Jakob Brüllmanns Sohn Helmut

Ein Tätigkeitsbereich von Jakob Brüllmann war auch die Erstellung von Büsten. Dies beinhaltet sowohl verwandte als auch berühmte Personen.

### 1905: Landgut Erlenhof in Pfullingen

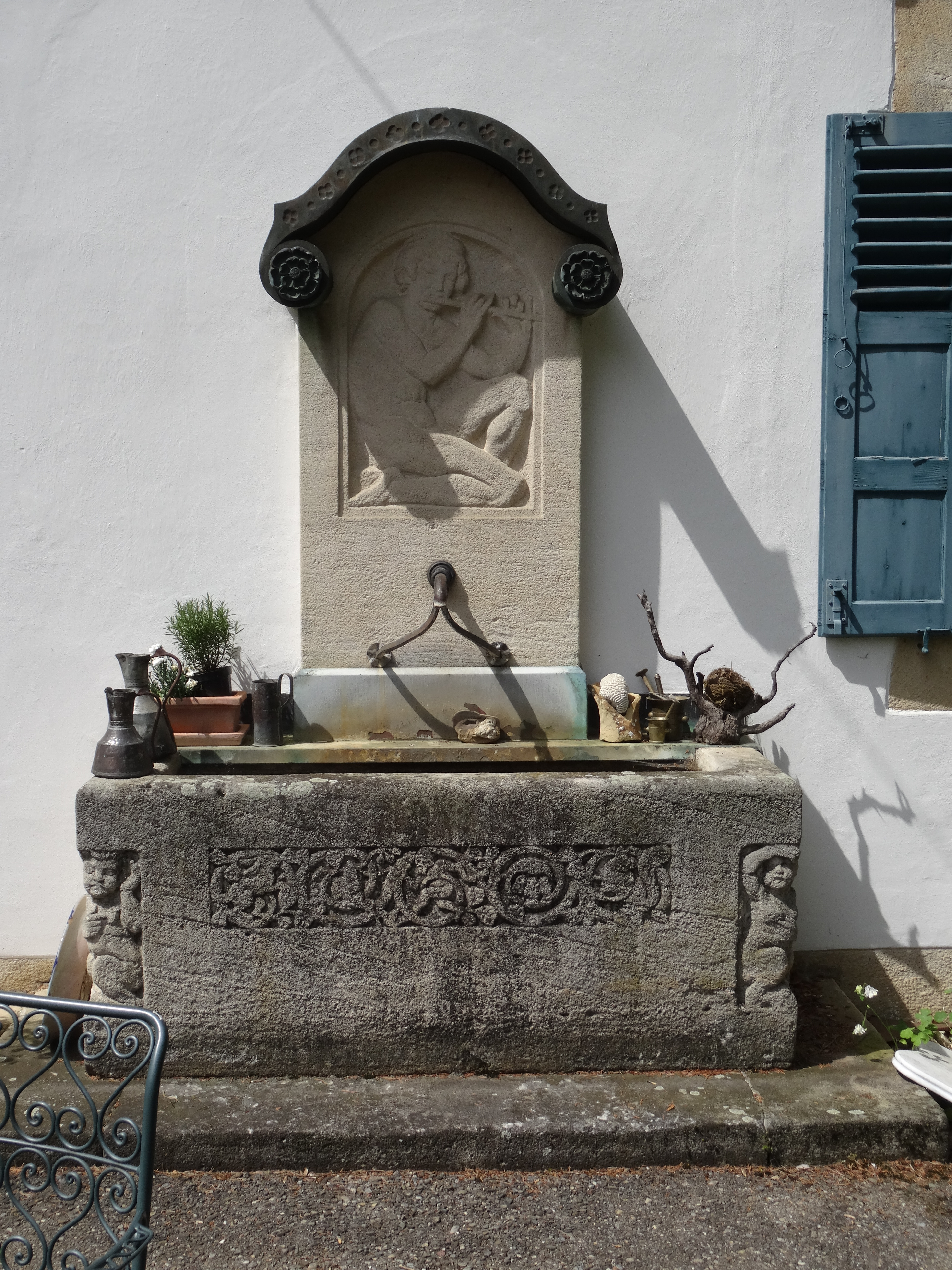
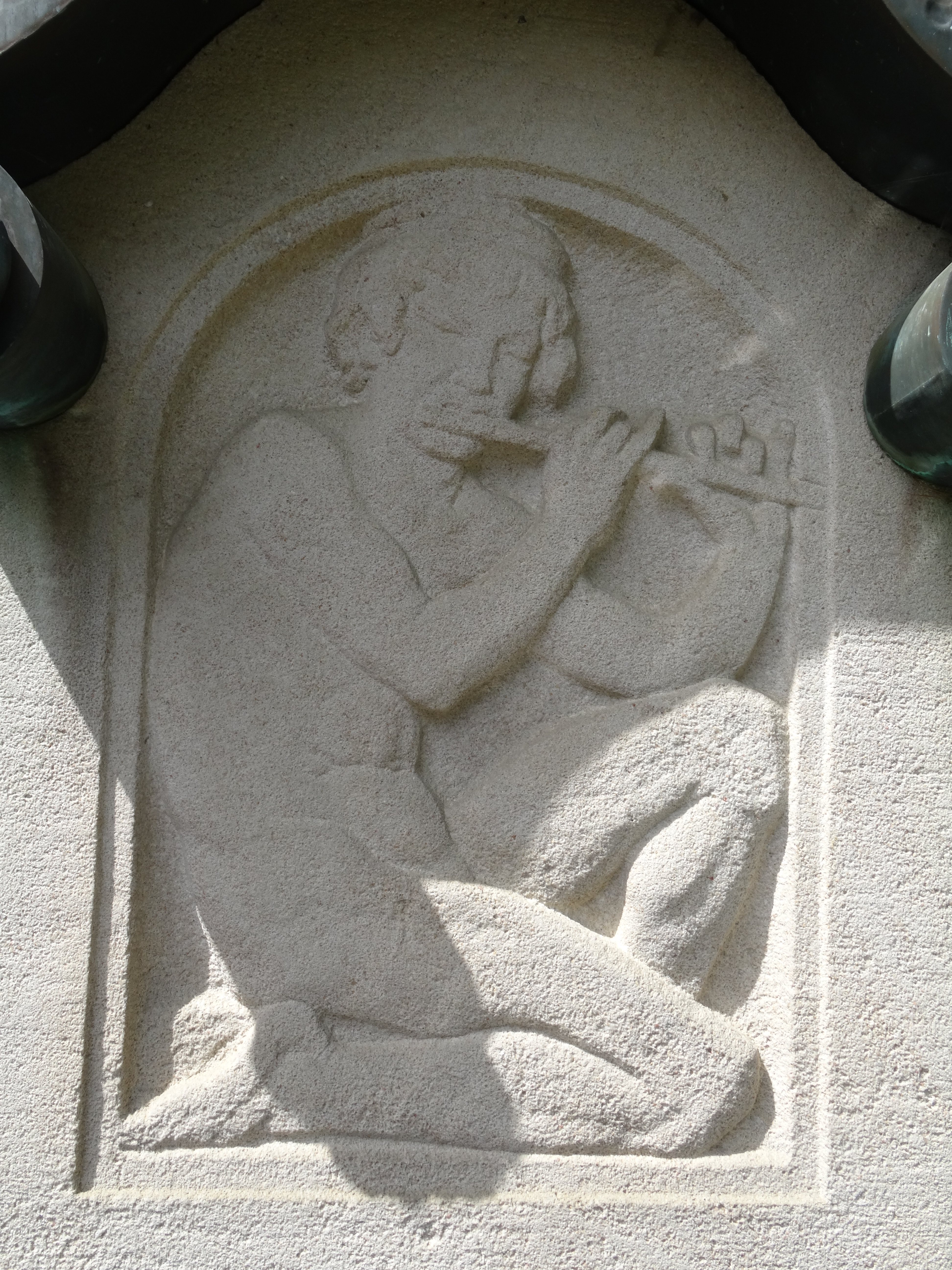
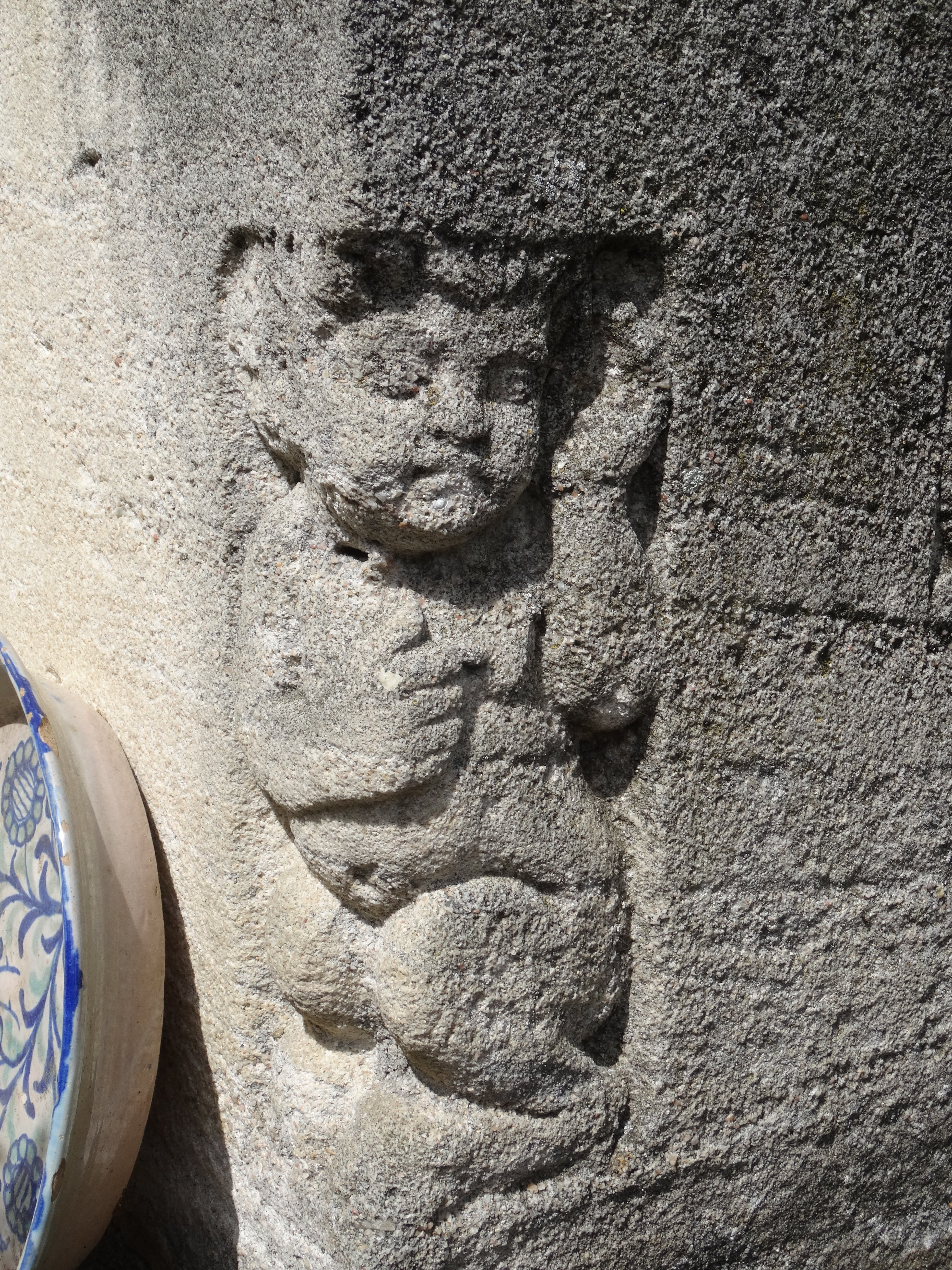
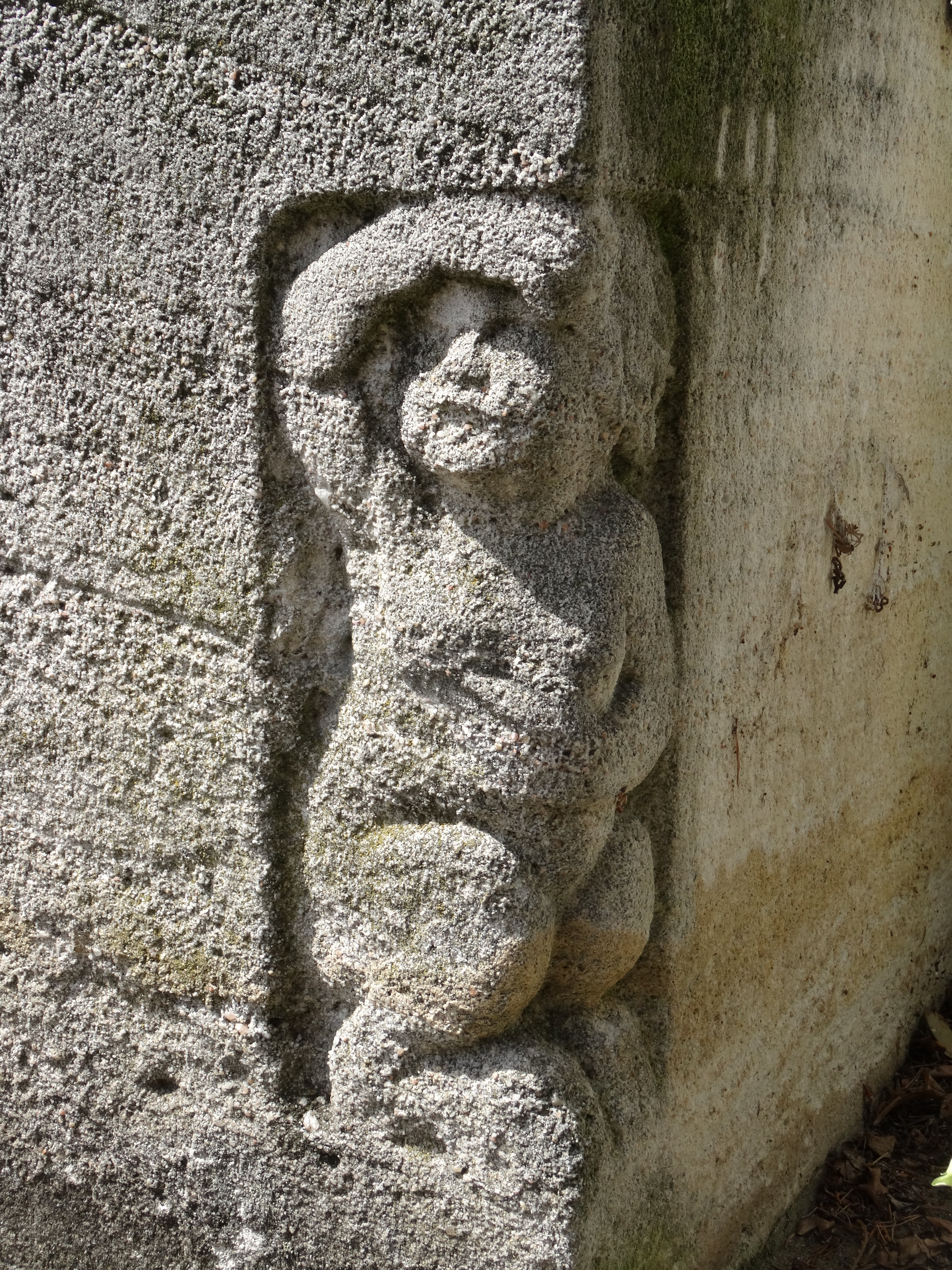

Louis Laiblin (1861–1927) war durch ein Familienunternehmen sehr vermögend. Das Geld setzte er für viele Stiftungen und die Stadt Pfullingen ein. Diese verlieh ihm für seine Taten die Ehrenbürgerschaft der Stadt Pfullinge. Laiblin richtete sich den Erlenhof als Wochenendsitz ein. Hierzu ließ er 1905 von Jakob Brüllmann einen Wandbrunnen für 1800 Mark errichten. Eine erste Aufnahme des Erlenhofes existiert noch vom 3. August 1909.

### 1911: Arnold-Geiser-Brunnen in Zürich

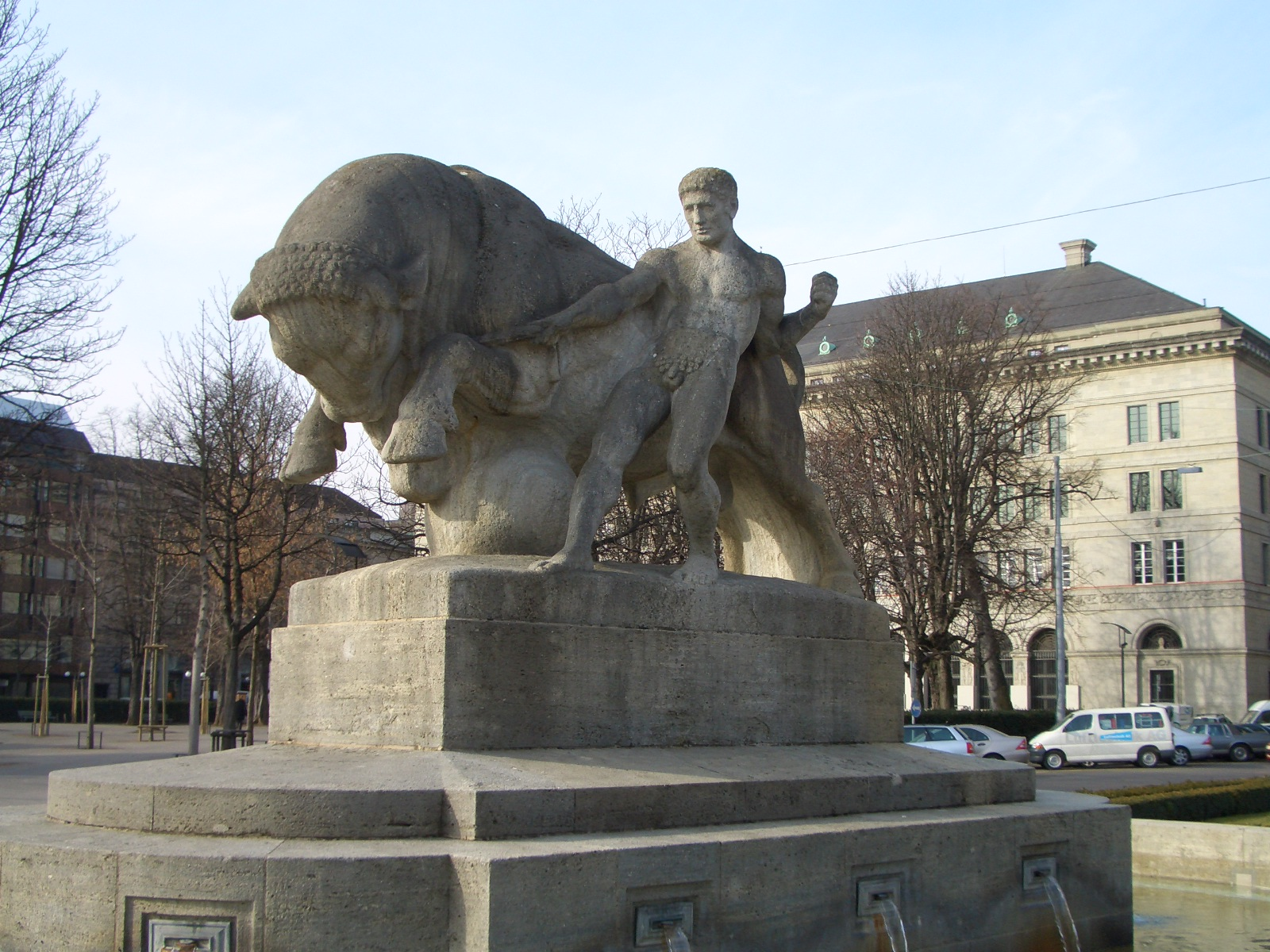
Arnold-Geiser-Brunnen

Eines der grössten Werke von Jakob Brüllmann ist der Arnold-Geiser-Brunnen auf dem Bürkliplatz in Zürich. Arnold Geiser war von 1876 bis 1907 der Stadtbaumeister von Zürich. In seinem Testament vermachte er der Stadt 40.000 Franken zur Errichtung eines öffentlichen monumentalen Brunnens. Hierzu rief die Stadt Zürich einen Wettbewerb aus, bei dem Jakob Brüllmann den 1. Platz belegte. Somit wurde er mit der Ausführung des Werkes beauftragt. Am 20. Oktober 1911 erfolgte die Einweihung des Brunnens. Er wurde aus einem 800 Zentner schweren Block hellen Muschelsandsteins aus den Würenloser Brüchen hergestellt. Auf einem Sockel befindet sich ein kräftiger junger Mann, der einen grossen Stier zu bändigen versucht. Der Brunnen versinnbildlicht die Zügelung der Triebe.

### 1917: Reformationsdenkmal in Stuttgart

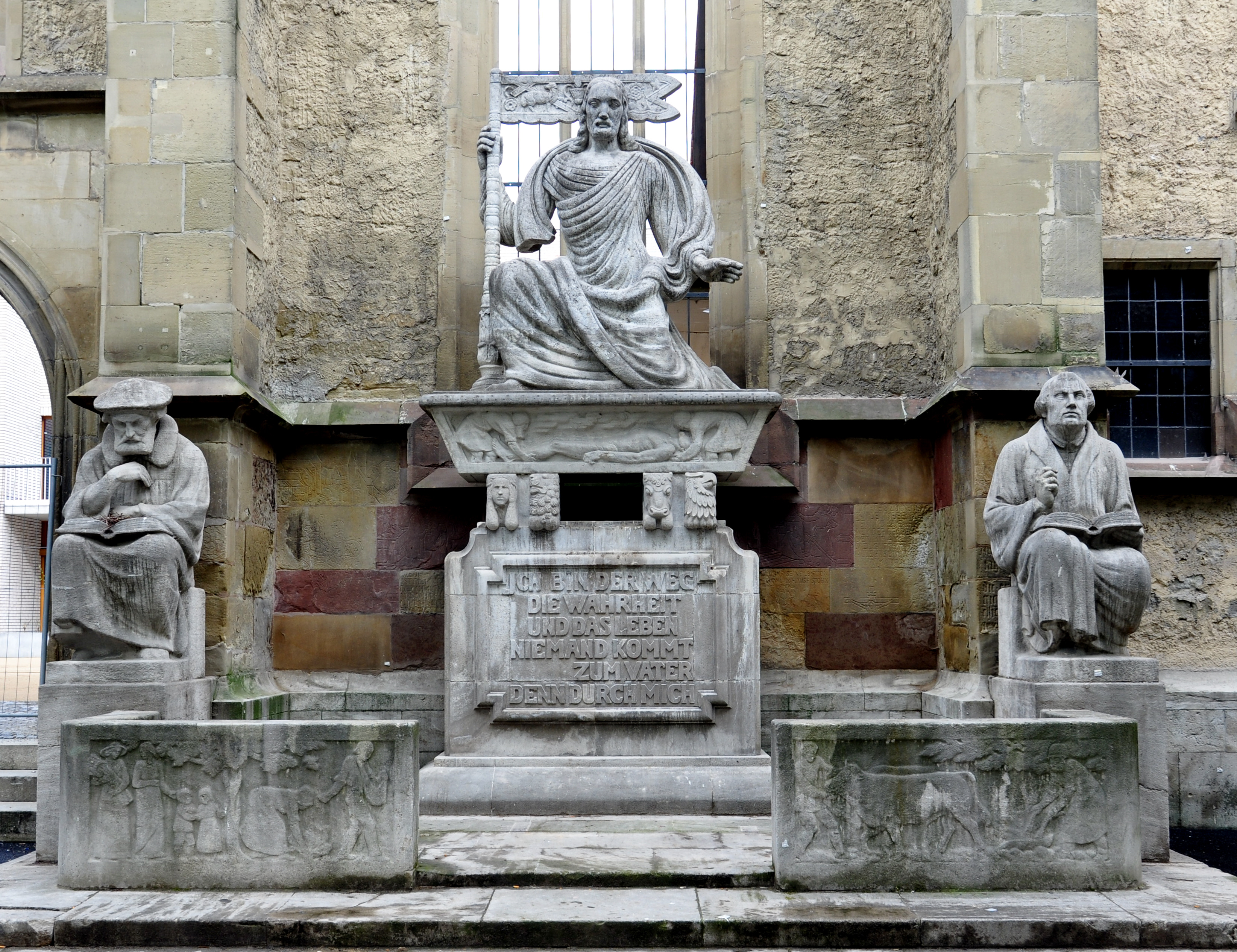
Reformationsdenkmal in Stuttgart

Das vielbeachtete Reformationsdenkmal an der Hospitalkirche in Stuttgart wurde 1917 aus Anlass der Vierhundertjahrfeier von Martin Luthers Thesenanschlag von Jakob Brüllmann geschaffen. Die symbolische Darstellung der Auferstehung besteht aus drei Teilen: Im zwischen zwei Strebepfeilern eingesetzten Mittelteil der abgeschrankten Anlage thront der siegreich aus einem Sarkophag wiederauferstandene Christus mit der Siegesfahne. Ihn umgeben Sitzfiguren des deutschen Reformators Luther und des Reformators Württembergs Johannes Brenz sowie Reliefs mit Szenen aus dem bäuerlichen Leben und Reliefs und Inschriftentafeln aus dem Reformationszeitalter. Die Christusfigur wurde bei einem Fliegerangriff am 12./13. September 1944 zerstört und von Jakob Brüllmanns Sohn Emil Brüllmann wieder hergestellt. Das Stuttgarter Reformationsdenkmal gilt zusammen mit dem Reformationsdenkmal in Genf als bedeutende und neuartige Weiterentwicklung des Denkmalgedankens.

### 1918–1922: Gefallenendenkmal Oswaldkirche in Stuttgart-Weilimdorf

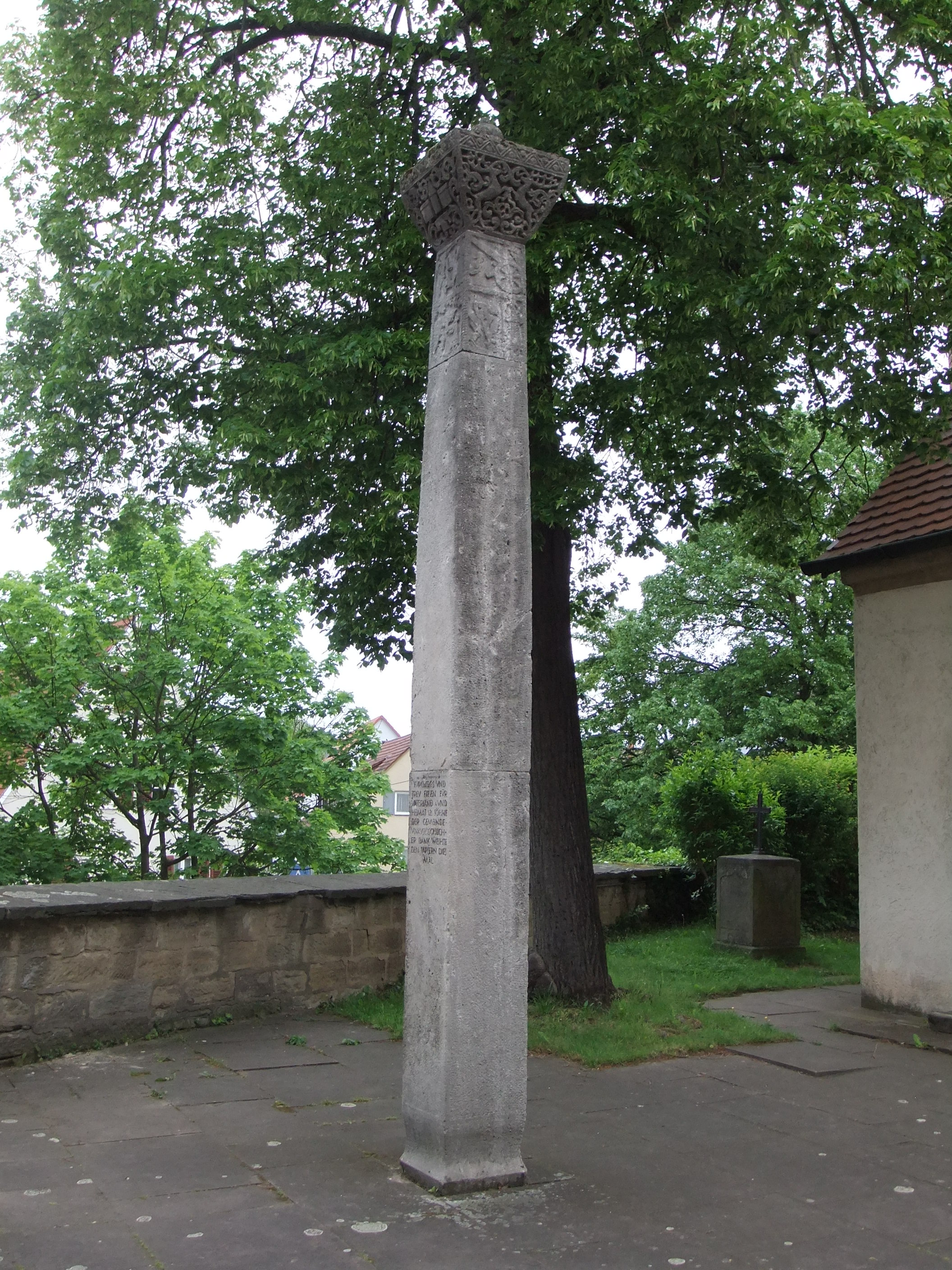
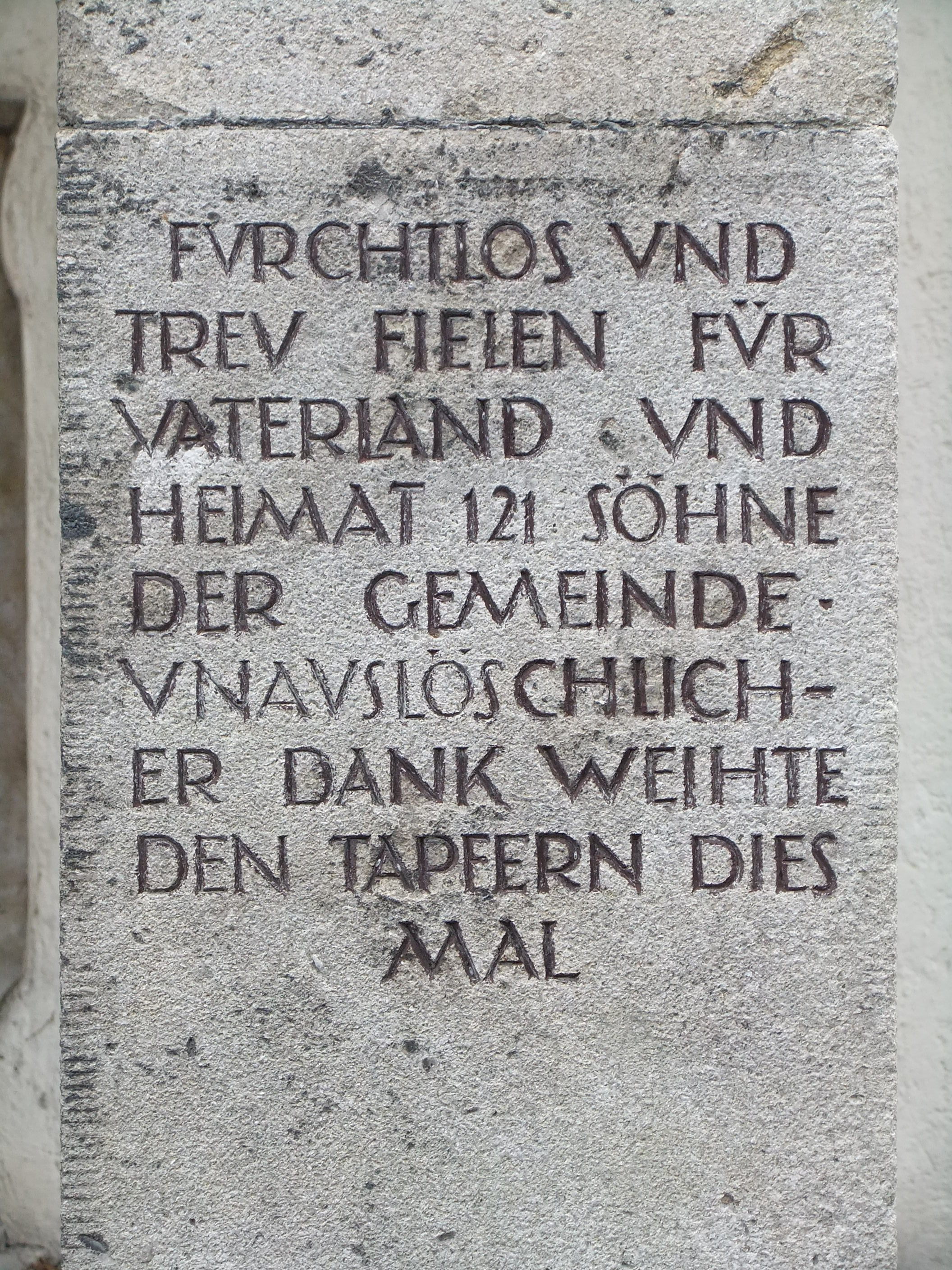
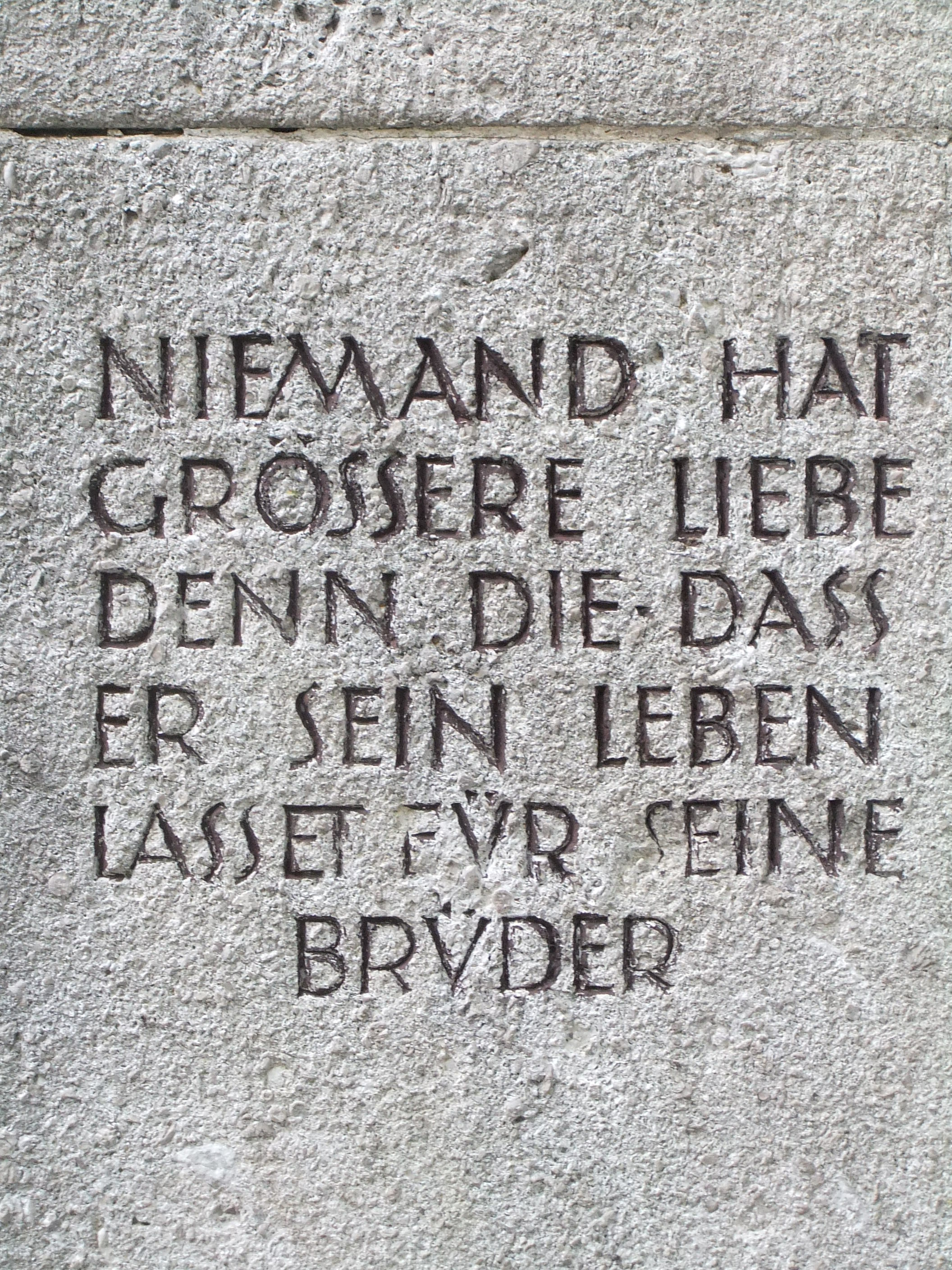
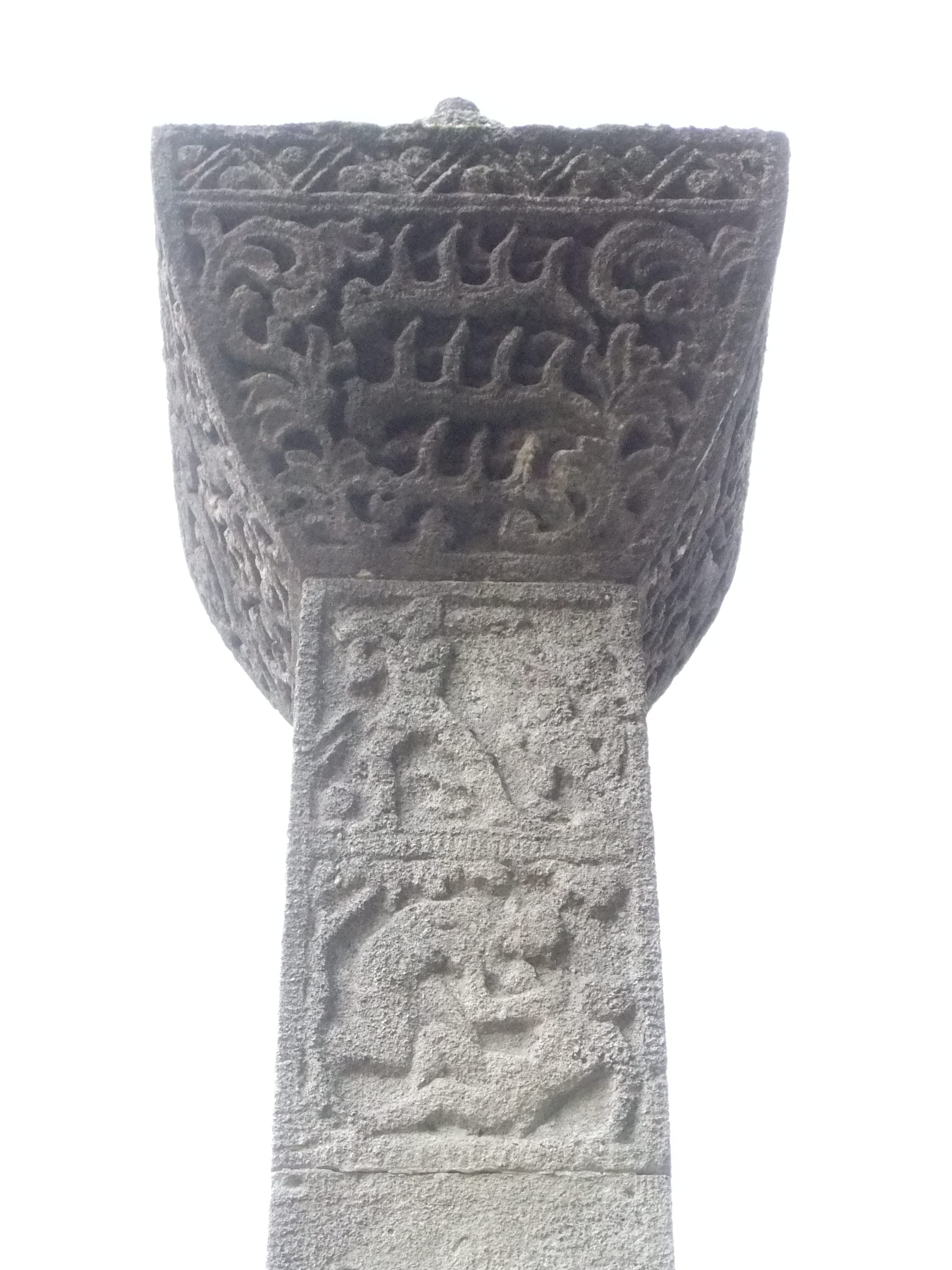
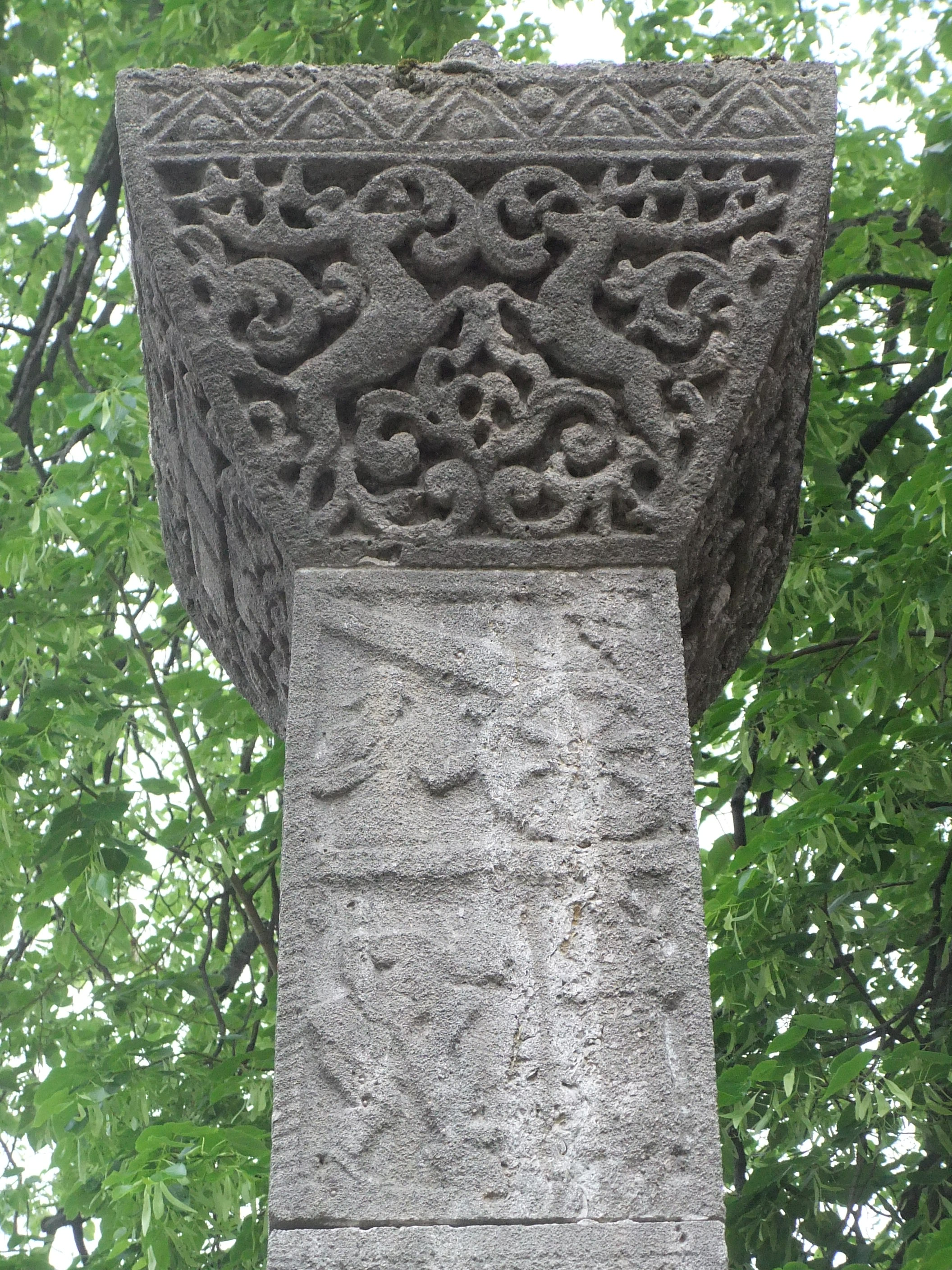
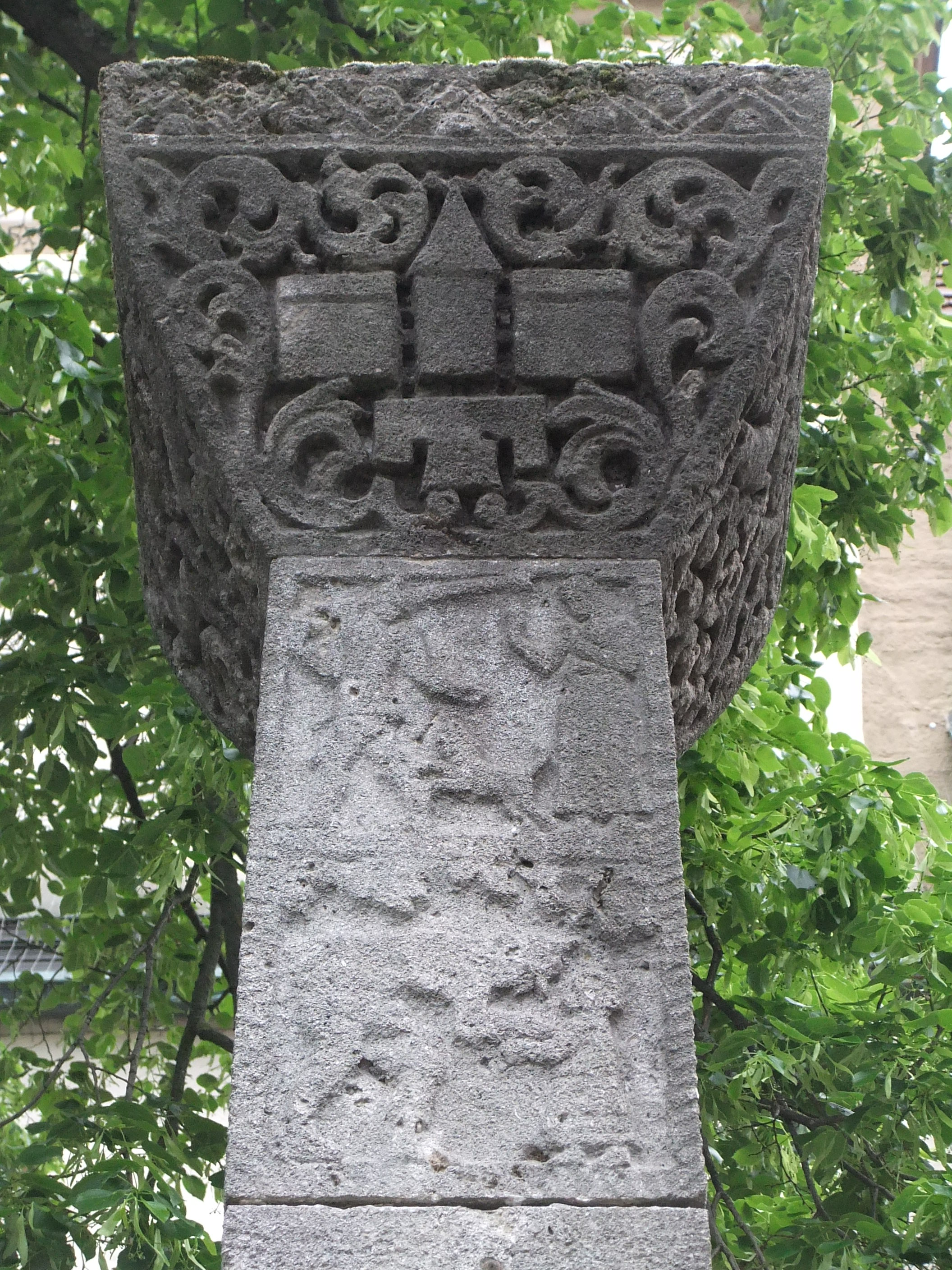
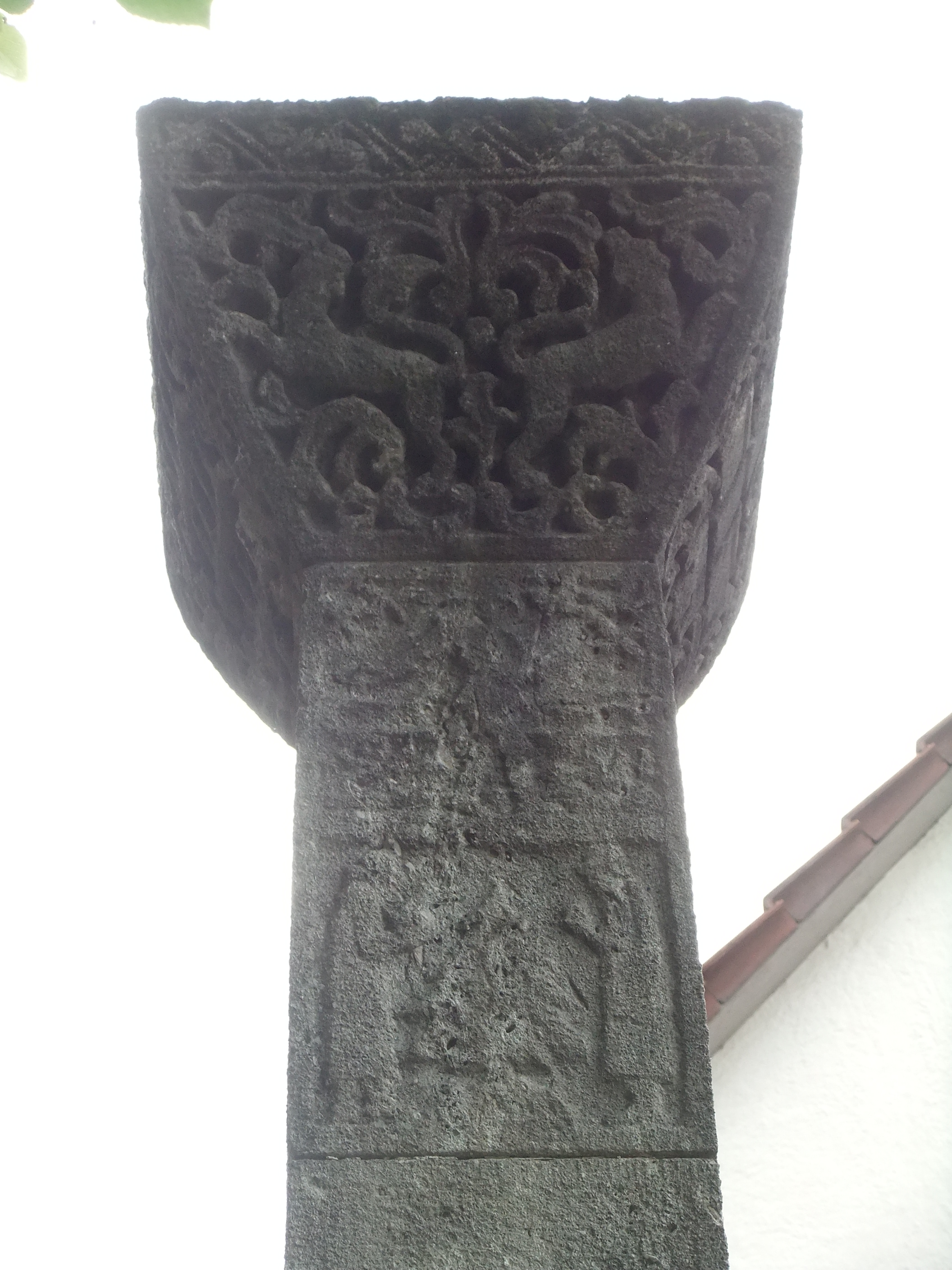
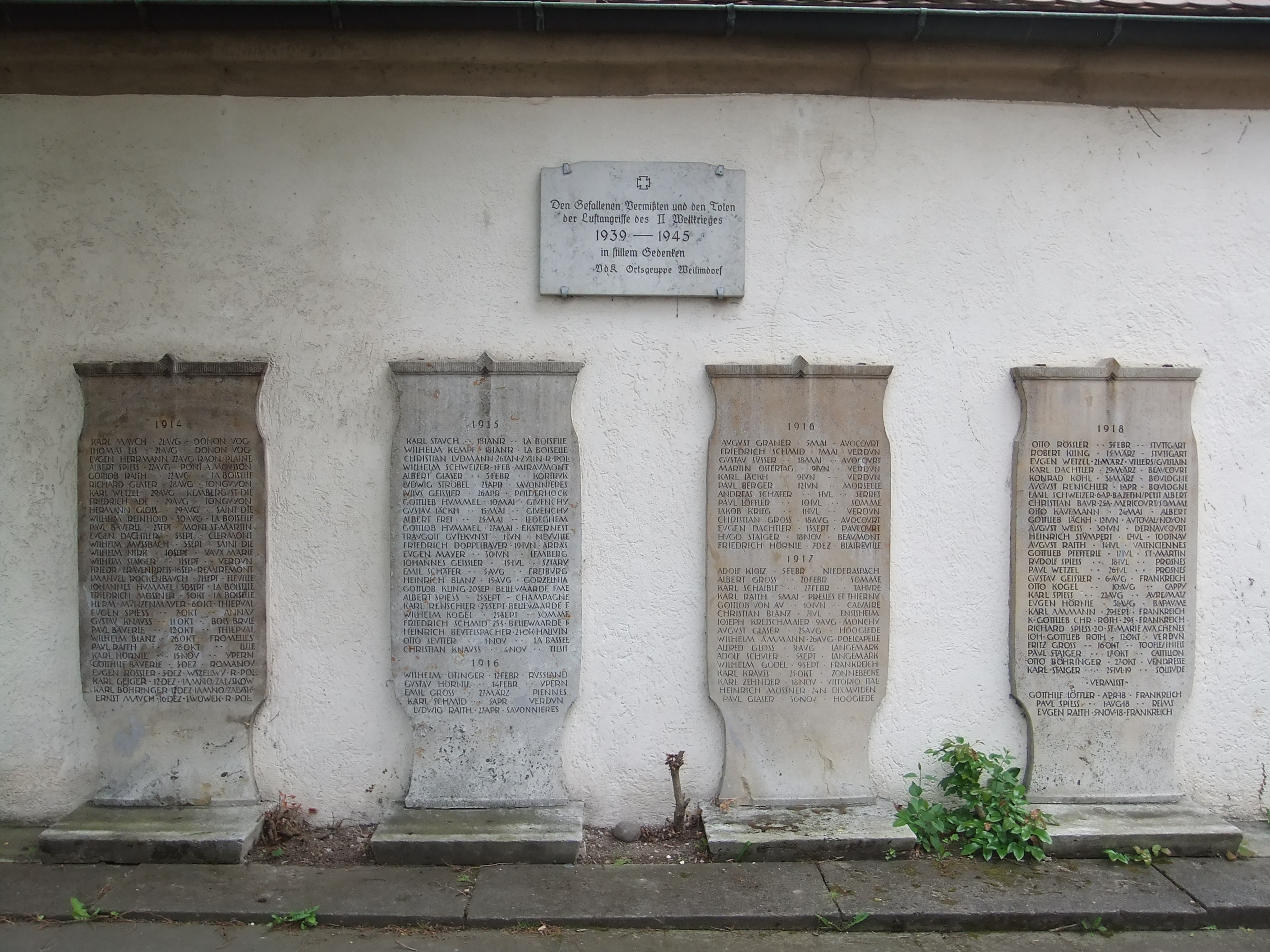

Zwischen 1918 und 1922 entstand das Gefallenendenkmal an der Oswaldkirche in Stuttgart-Weilimdorf zu Ehren der Gefallenen des Ersten Weltkriegs. Zwei Inschriften zieren die Säule: Furchtlos und treu fielen für Vaterland und Heimat 121 Söhne der Gemeinde – unauslöschlicher Dank weihte den Tapfern dies Mal auf der einen Seite und Niemand hat grössere Liebe denn die dass er sein Leben lasset für seine Brüder auf der Rückseite. Nachträglich wurde noch eine Gedenktafel zu Ehren der Opfer des Zweiten Weltkrieges angebracht.

### 1922: Lauffener Kriegerdenkmal

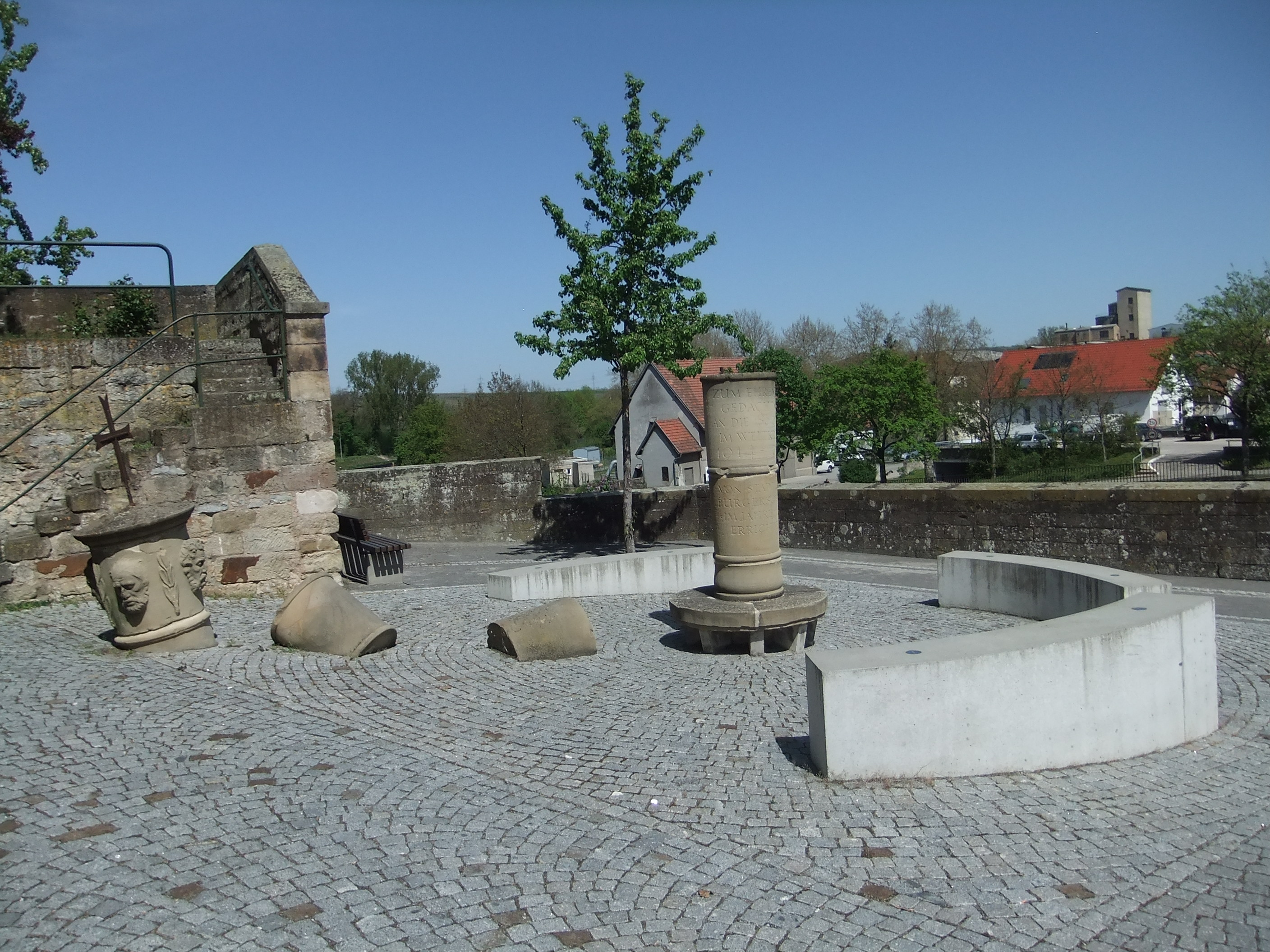
Lauffener Kriegerdenkmal

1922 wurde das Lauffener Kriegerdenkmal vor dem Rathaus in Lauffen zu Ehren der Opfer im Ersten Weltkrieg errichtet. So steht es auch in der Inschrift geschrieben: Zum ehrenden Gedächtnis an die 189 Opfer im Weltkrieg 1914–1918. Von Stadt und Bürgerschaft im Jahre 1922 errichtet.
Als 1949 der Schifffahrtskanal gebaut wurde, musste das Kriegerdenkmal abgebrochen werden. Aufbewahrt wurden lediglich die Namenstafeln und die Sandsteinsäule mit vier antiken Reliefköpfen. Im Jahre 2004 wurde die ursprünglich 5 Meter hohe Steinsäule in abgewandelter Form wieder aufgebaut.

### 1924: Kriegerehrenmal 1914/18 in Ludwigsburg

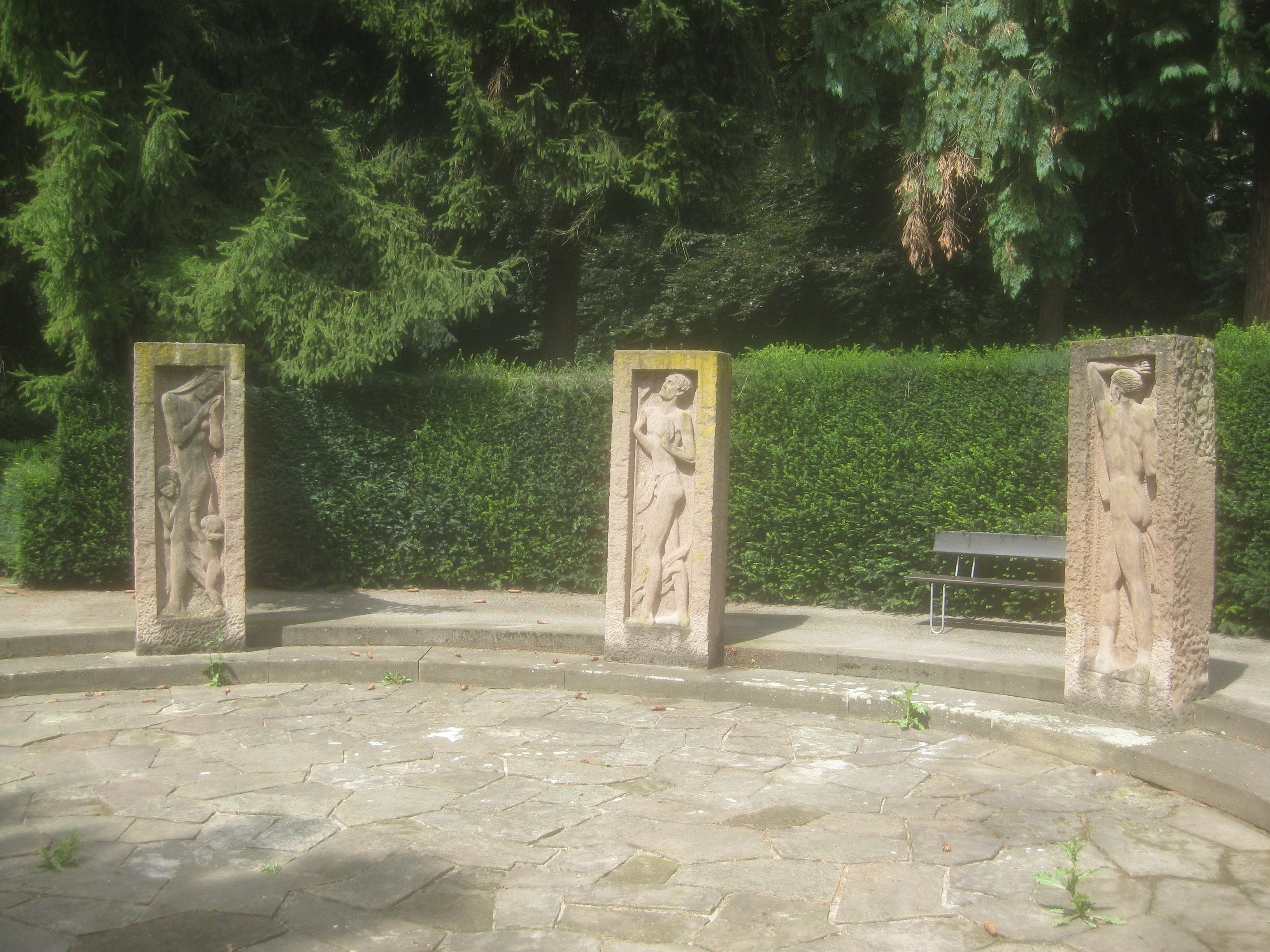
Kriegerehrenmal 1914/18 in Ludwigsburg (Ausschnitt)

Das 1924 auf dem Alten Friedhof in Ludwigsburg errichtete Kriegerehrenmal ist ein Steinkreis, der von einer übermannshohen Hecke umschlossen ist,  hinter der sich neun ringförmig aufgestellte, überlebensgroße Stelen mit versenkten Reliefs von Jakob Brüllmann verbergen. Das Hauptrelief zeigt die kriegerische Figur des Erzengels Michael mit dem Flammenschwert. Um ihn reihen sich sechs Reliefs mit einfühlsamen, antikisierenden Kämpferdarstellungen und zwei Reliefs, die trauernde Mütter mit ihren Kindern zeigen.

### 1926: Portal für das Zimmer des Rektors in der Neuen Aula in Tübingen
Die Neue Aula ist eines mehrerer Gebäude der Universität Tübingen. Jakob Brüllmann hat hier für das Zimmer des Rektors das Portal erstellt.

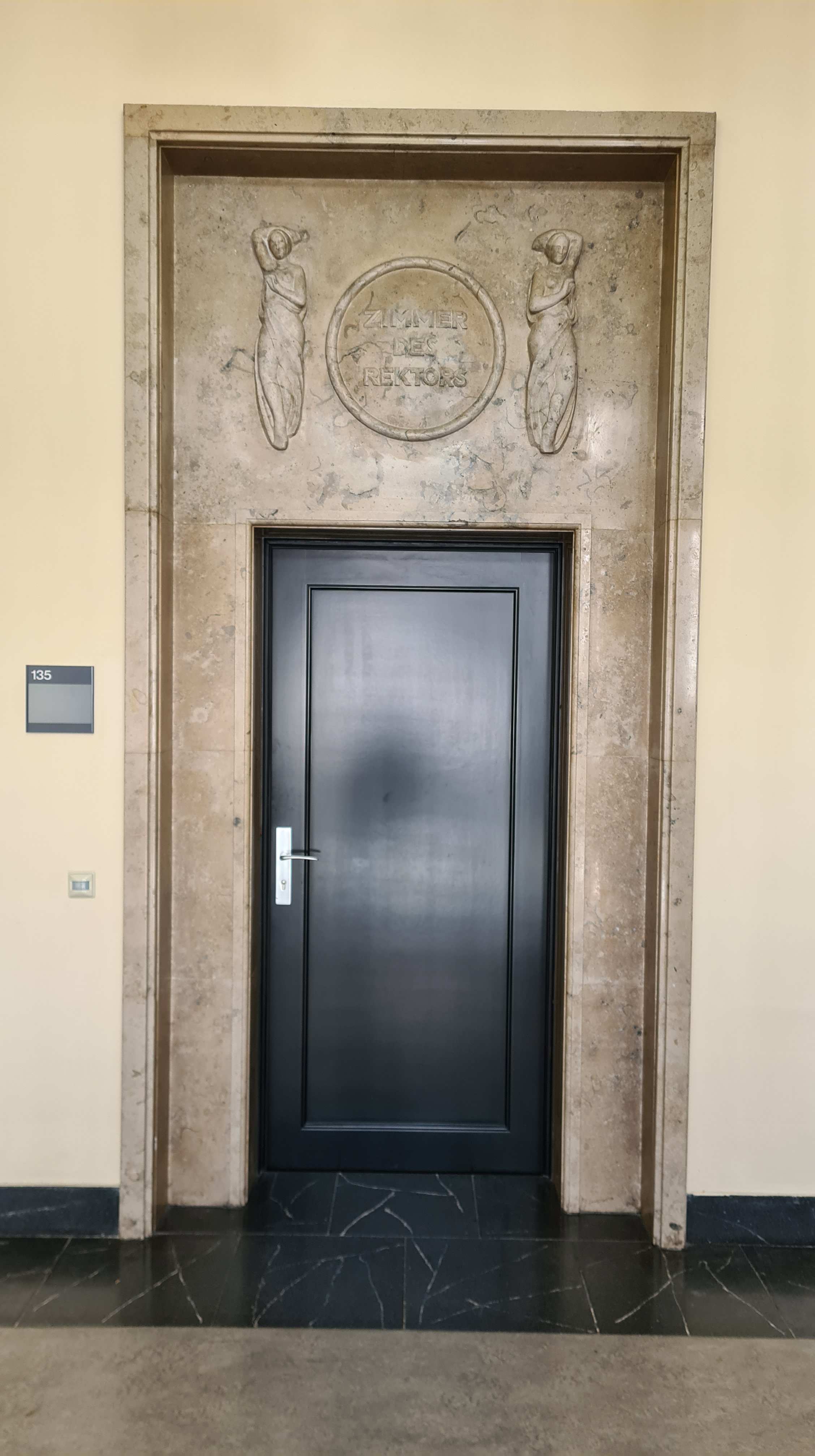
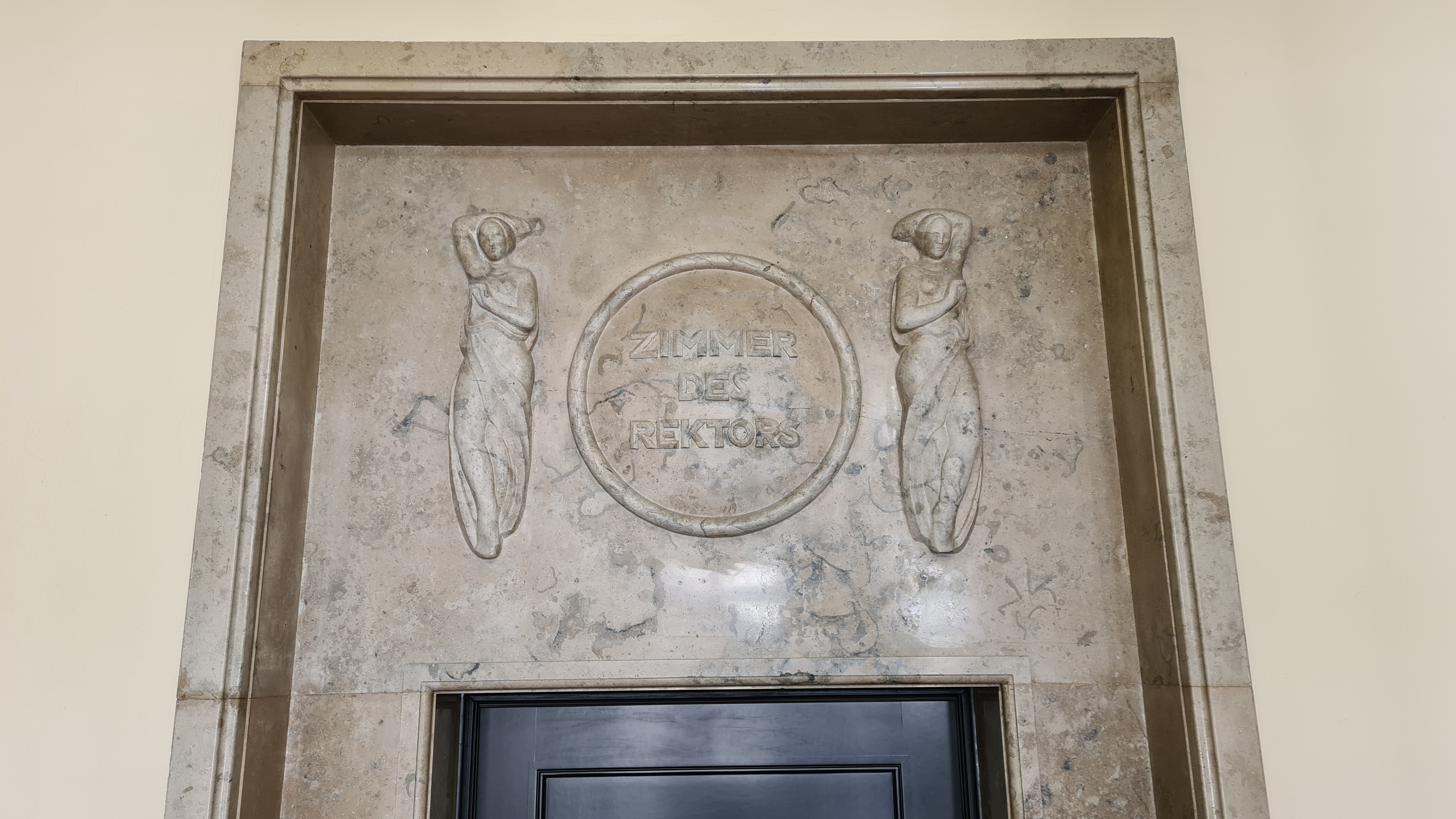

### 1931: Kruzifix in der Martinskirche in Filderstadt

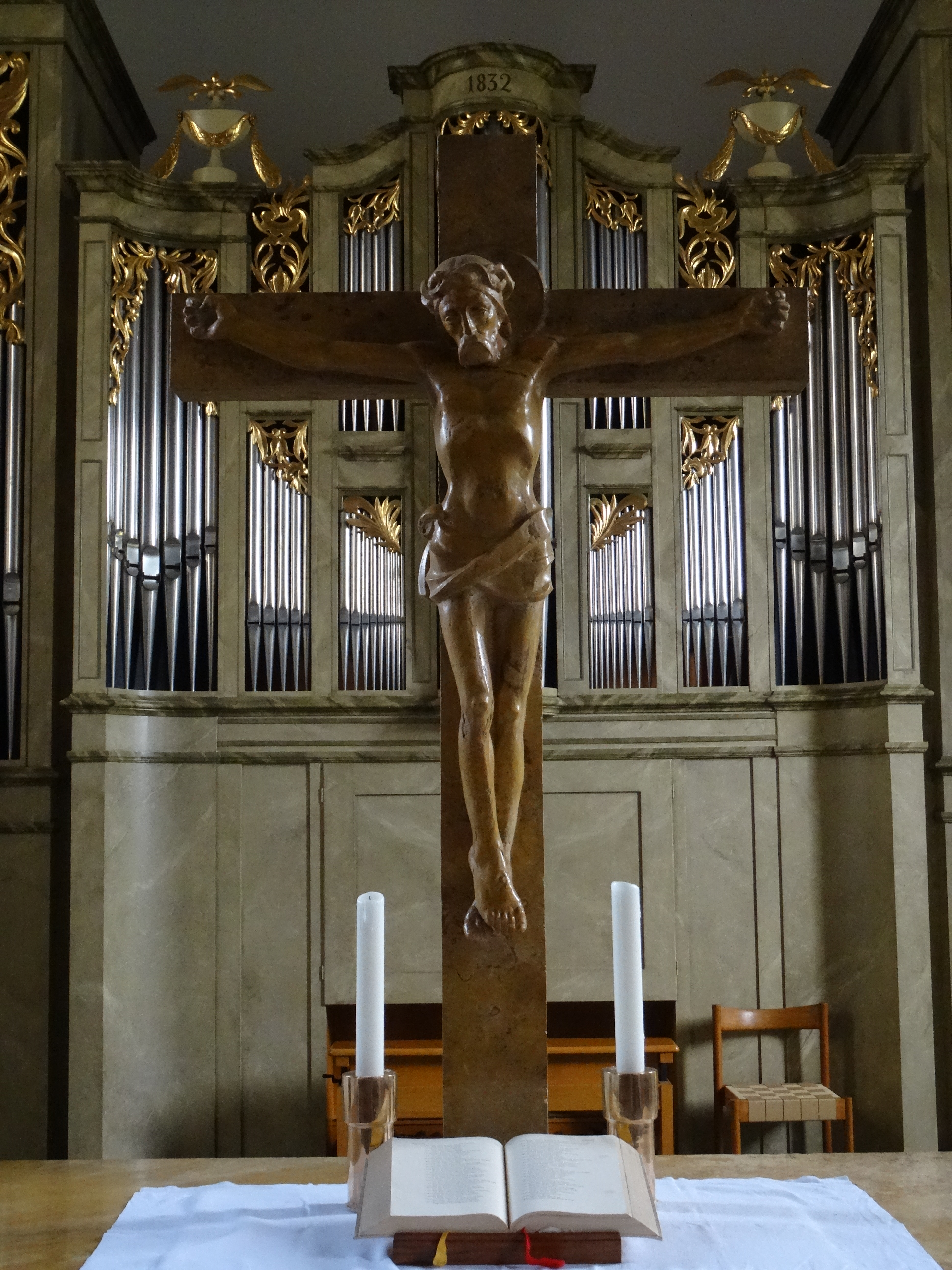
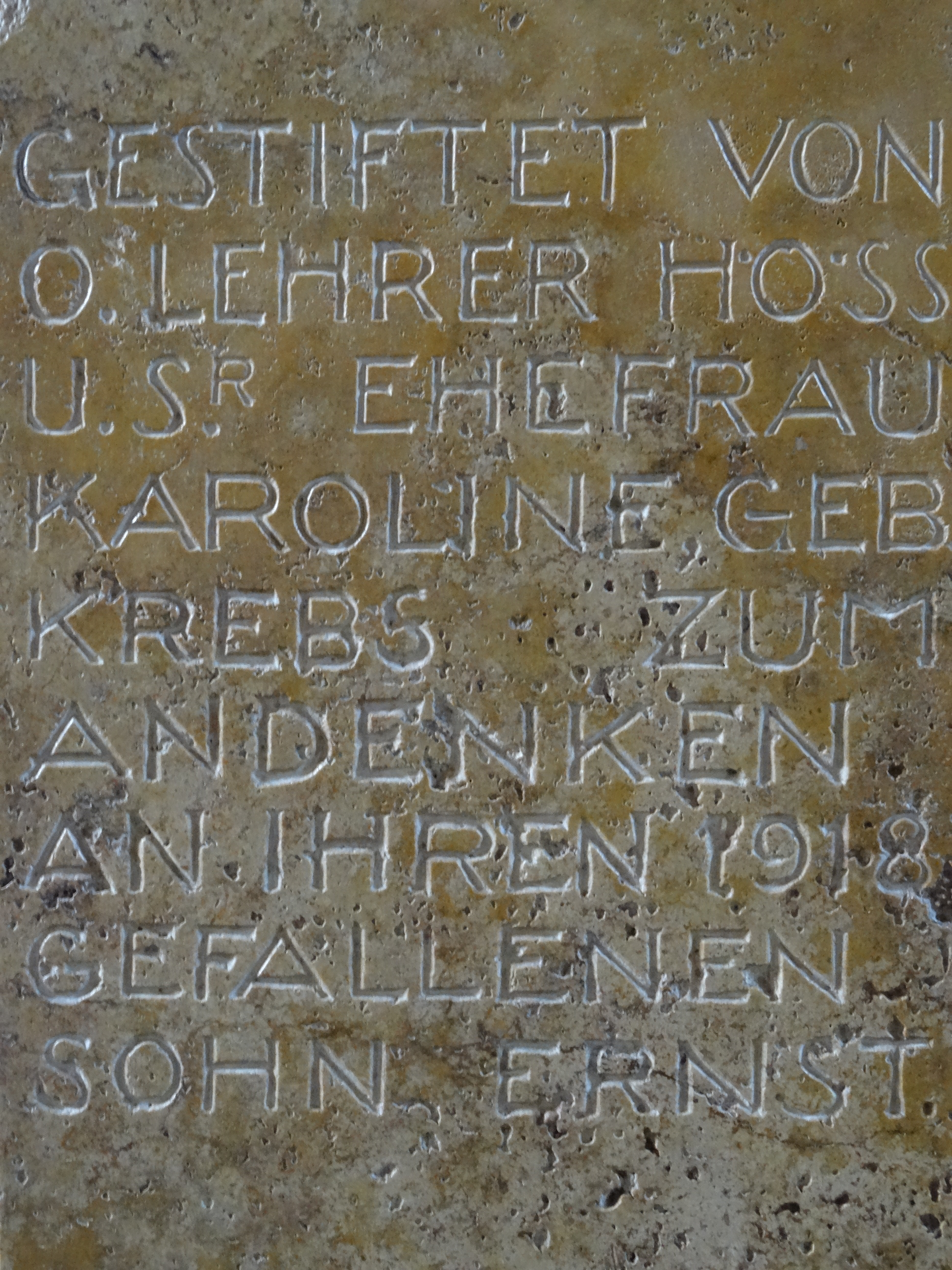

Im Jahr 1310 wurde die Martinskirche in Filderstadt-Sielmingen ursprünglich geweiht. Dieser Bau ist nicht mehr erhalten. Vielmehr ist die Kirche wahrscheinlich im Jahr 1488/1489 neu aufgebaut worden. In der Folge ist sie mehrmals umgebaut worden. Im Zuge des Umbaus von 1931 wurde auch das bisherige beschädigte Kruzifix ersetzt. Der Sielminger Oberlehrer Höss stiftete hierfür in Gedenken an seinen 1918 gefallenen Sohn Ernst ein neues Kruzifix, welches Jakob Brüllmann aus Travertinstein schuf. Eine Inschrift auf der Rückseite des Kruzifixes zeugt noch heute von der Stiftung.

### 1931: Thomas-Bornhauser-Brunnen in Weinfelden

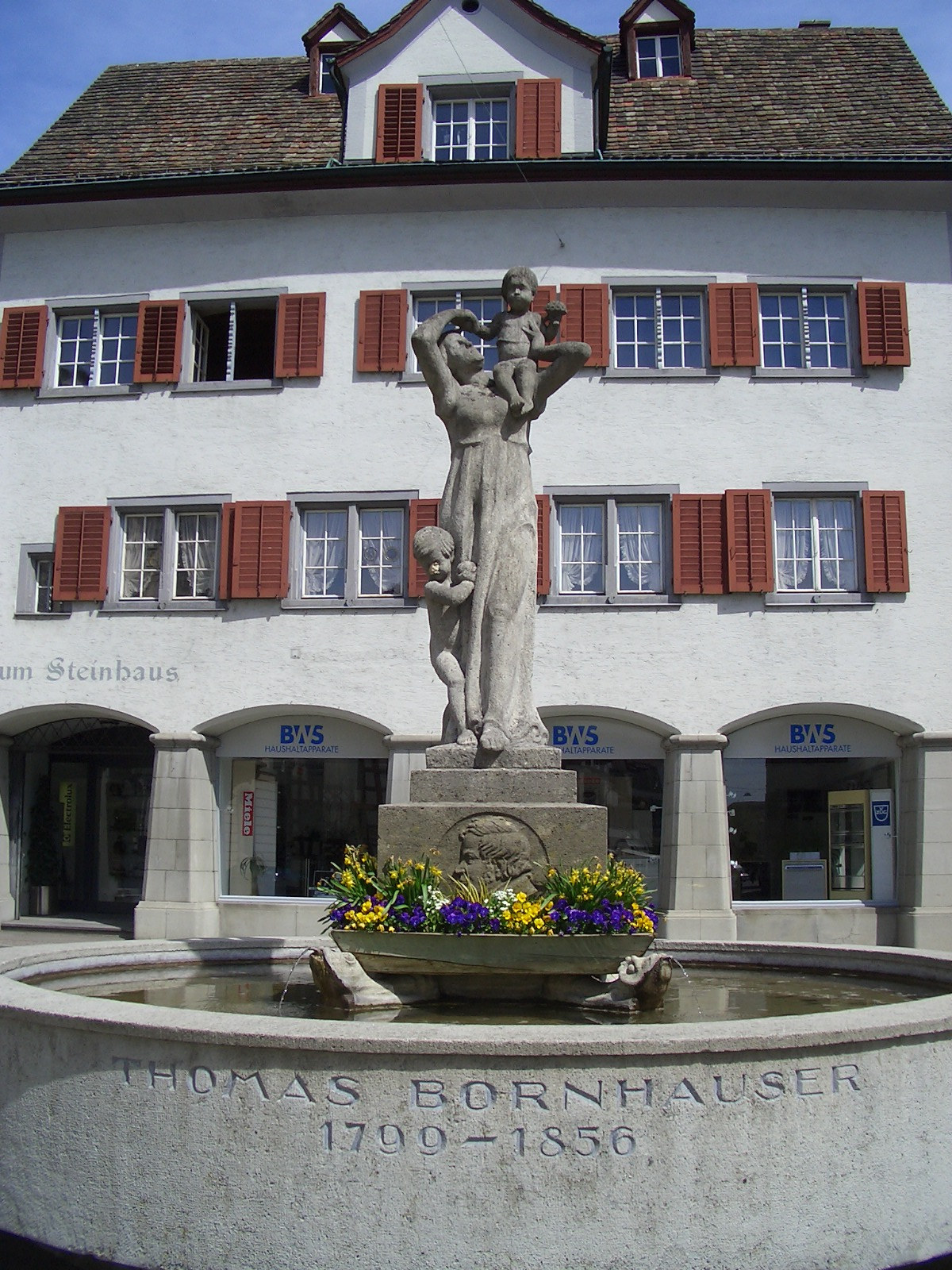
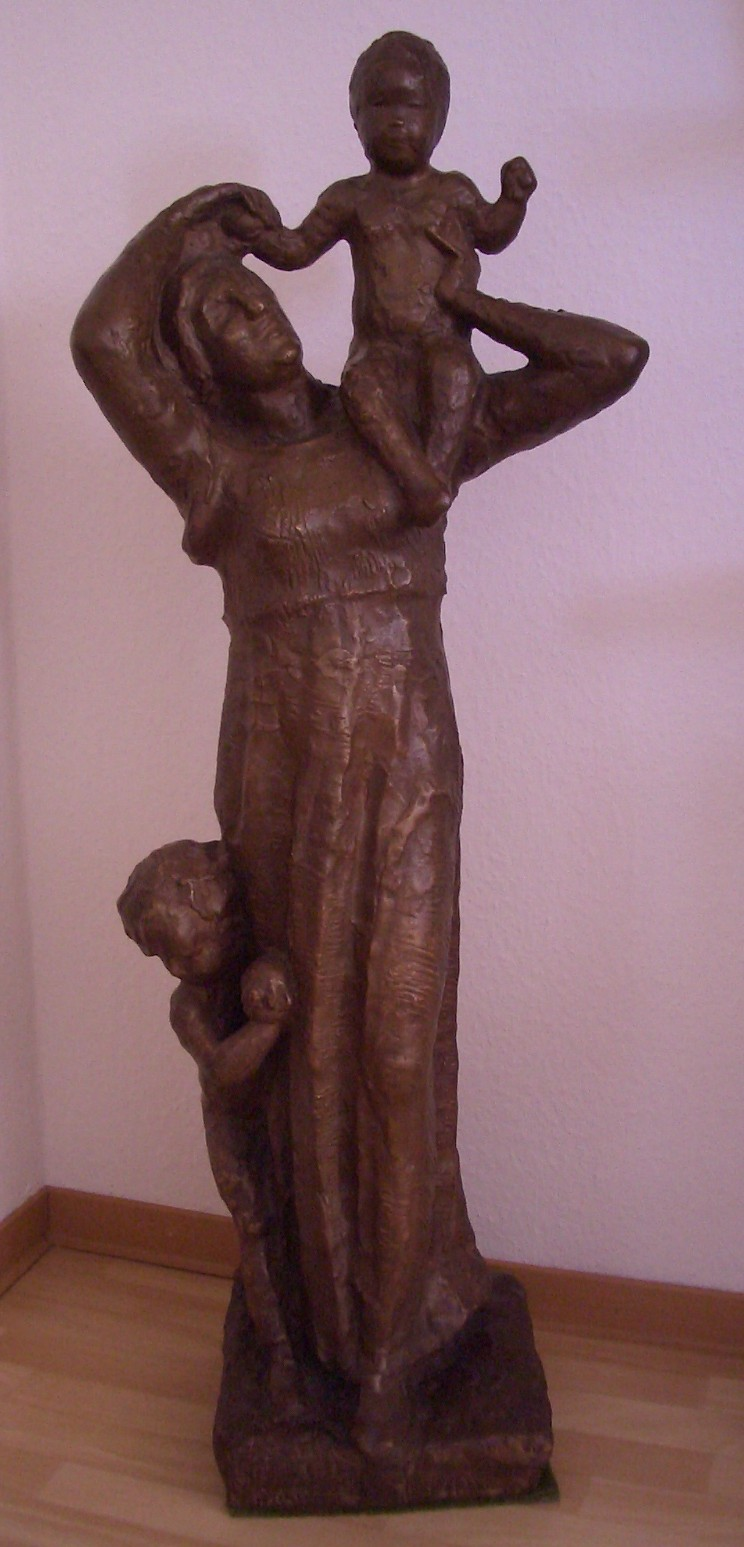

Thomas Bornhauser, Dichter und demokratischer Staatsmann, arbeitete als Lehrer in Weinfelden und wurde später Pfarrer in Arbon. Ihm zu Ehren gab die Stadt Weinfelden bei Jakob Brüllmann für 1931 einen Brunnen für den Rathausplatz in Auftrag.
Jakob Brüllmann fertigte zunächst vier Modelle aus Gips an, die er der Stadt zur Auswahl vorlegte.
Der Brunnen aus Rorschacher Sandstein zeigt eine Mutter mit ihren Kindern. Damit soll an Bornhausers soziales Gefühl für das Volk erinnert werden, seine Bereitwilligkeit, den Bedrängten zu helfen.
Am Brunnen gibt es zwei Inschriften (links und rechts des Reliefportraits von Thomas Bornhauser): DEM VORKÄMPFER DER VERFASSUNG VON 1831 (Westseite) / DEM DICHTER UND ERWECKER UNSERES VOLKSLIEDES (Ostseite).
Der Brunnen wurde 1931 anlässlich des Jubiläums 100 Jahre Regenerationsverfassung eingeweiht. «Vater» dieser ersten liberalen Verfassung war Thomas Bornhauser. Im Jahr 2012 sollte der Brunnen im Zuge einer Gesamtsanierung des Weinfelder Rathausplatzes umfassend restauriert werden.

### 1933: Christusplastik in Sillenbuch

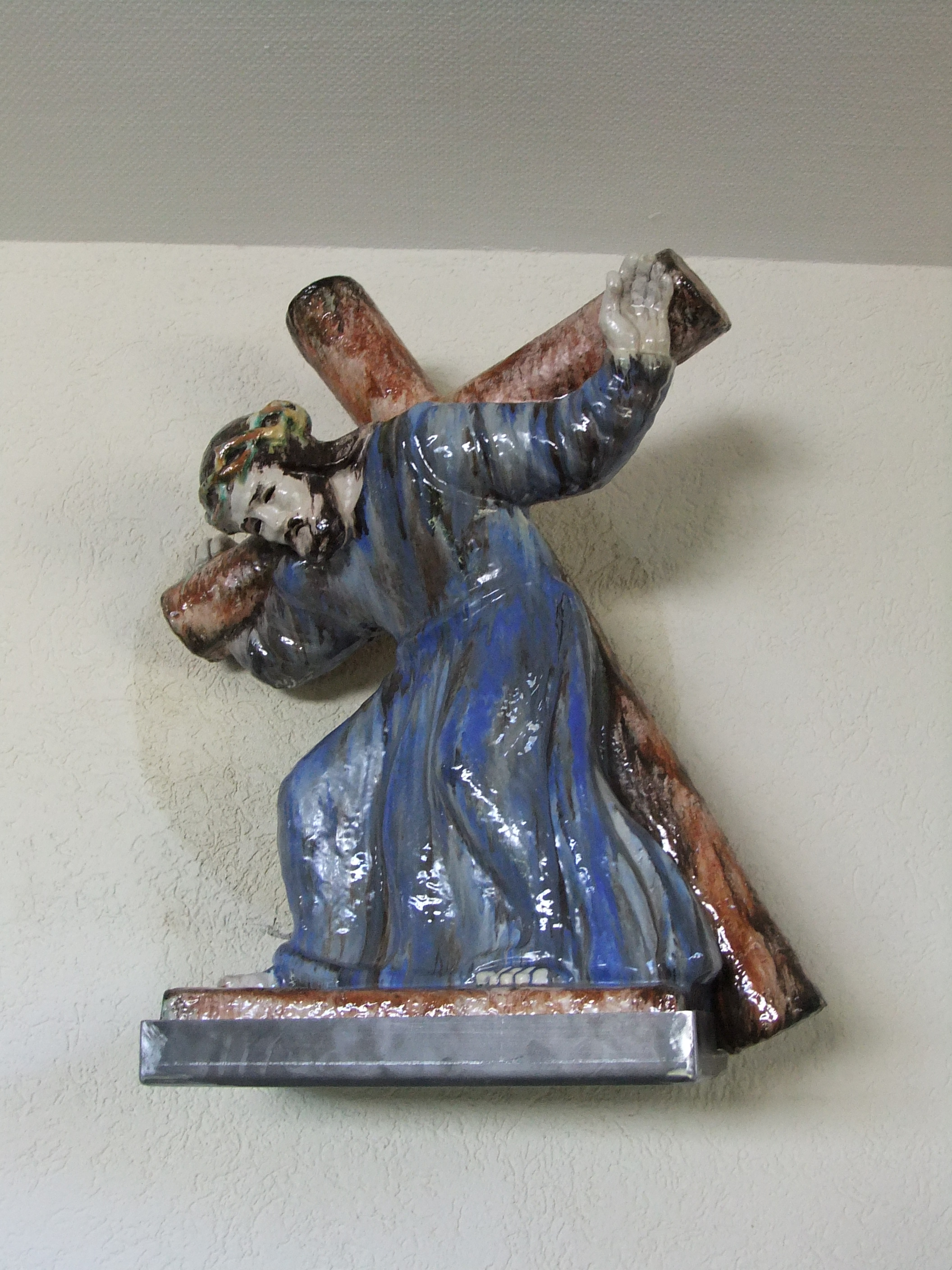
Sillenbuch, Christusplastik am neuen Ort

Ein Privatmann stiftete 1932 der Martin-Luther-Kirche in Sillenbuch die Plastik des Kreuz tragenden Christus. Gemäss seinem Wunsch wurde die Plastik über der Grundsteinurkunde in der Vorhalle auf einem eigens hierfür in die Wand eingebrachten Sockel aufgestellt. Nachdem bei der Renovierung der Kirche im Jahr 1982 die Decke abgehängt wurde, musste die Plastik entfernt werden. Seitdem galt sie als verschollen.
Im Jahr 2008 tauchte das Kunstwerk zum 75-jährigen Kirchenjubiläum wieder auf. Nach der Restaurierung wurde es am 1. April 2012 wieder offiziell an einem neuen Platz im Treppenaufgang zum Kirchsaal eingeweiht.

### 1938: Grabstein auf dem Waldfriedhof Stuttgart
Das Grab von Jakob Brüllmann auf dem Stuttgarter Waldfriedhof ziert ein Rehkitz, welches er selbst schuf. Es wacht auf einem Sockel liegend am Kopfende des Grabes über seine letzte Ruhestätte. Wie bei allen seinen Werken fertigte Jakob Brüllmann zunächst Gipsmodelle von dem Reh an. Als Nächstes erstellte er von seinen Favoriten Bronzemodelle, wie hier in dem ersten Bild gezeigt. Danach erarbeitete er die eigentliche Skulptur aus Stein.
Mittlerweile ist das Rehkitz von Umwelteinflüssen angegriffen.

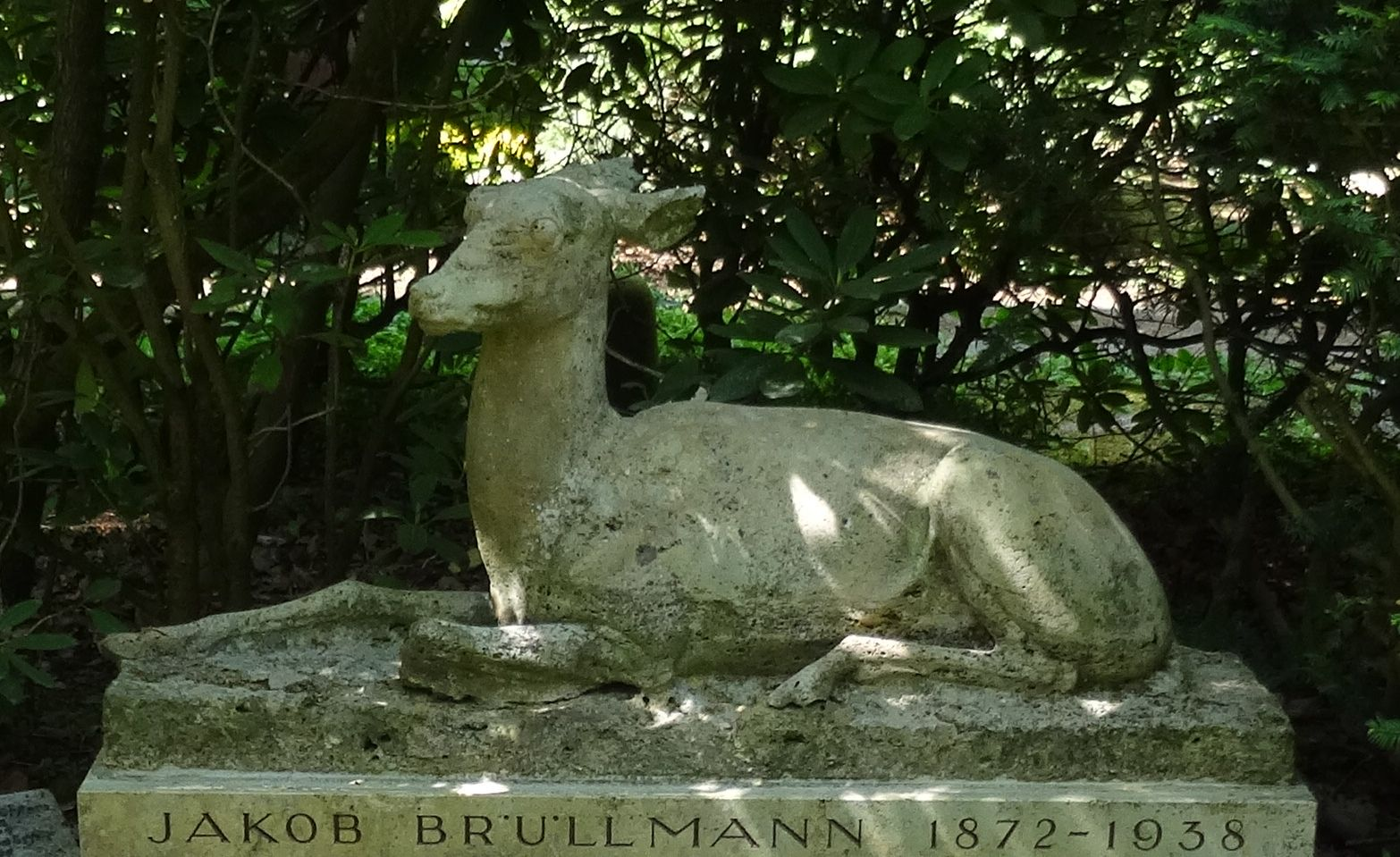
2016.
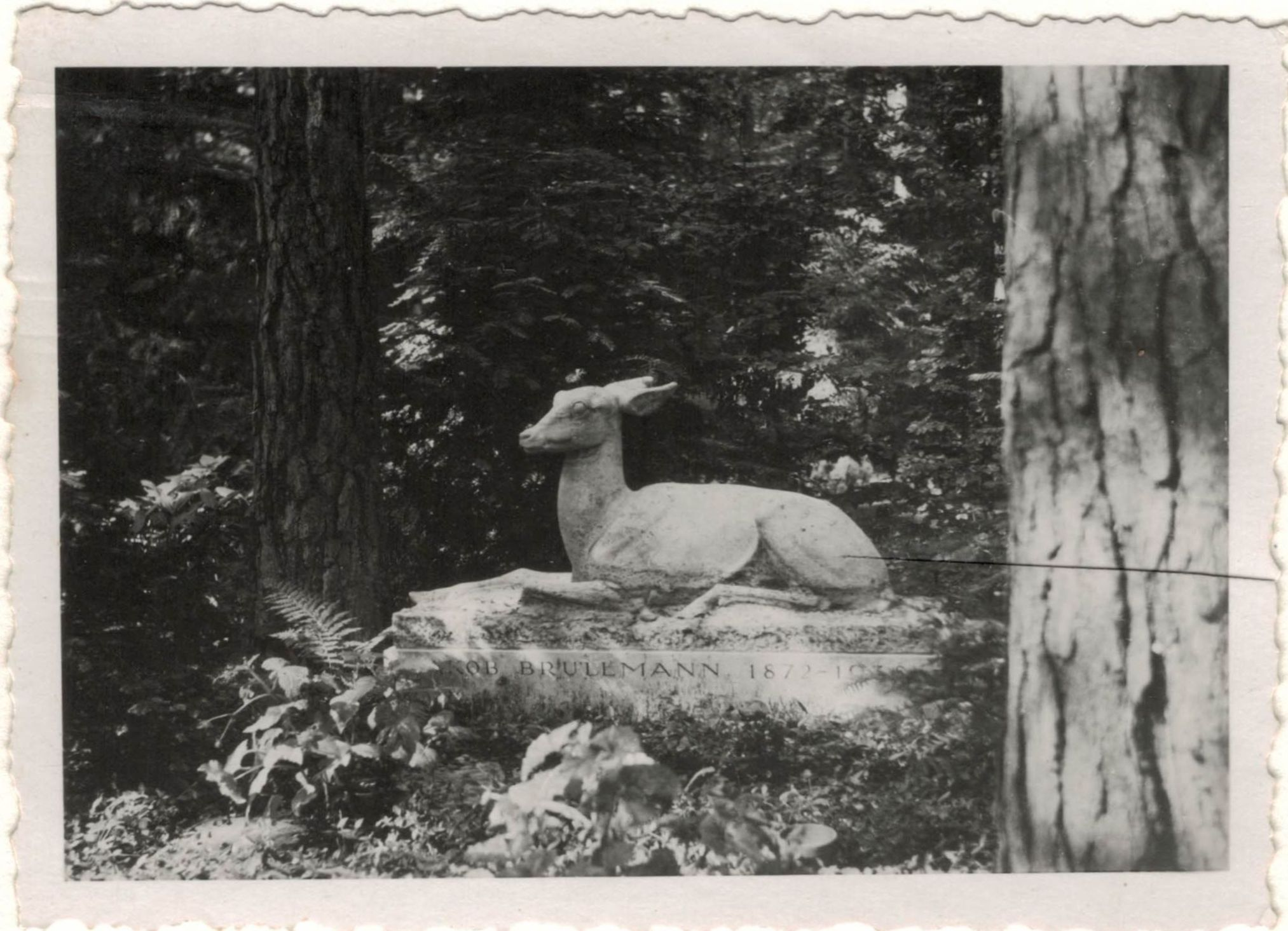
Etwa 1940.
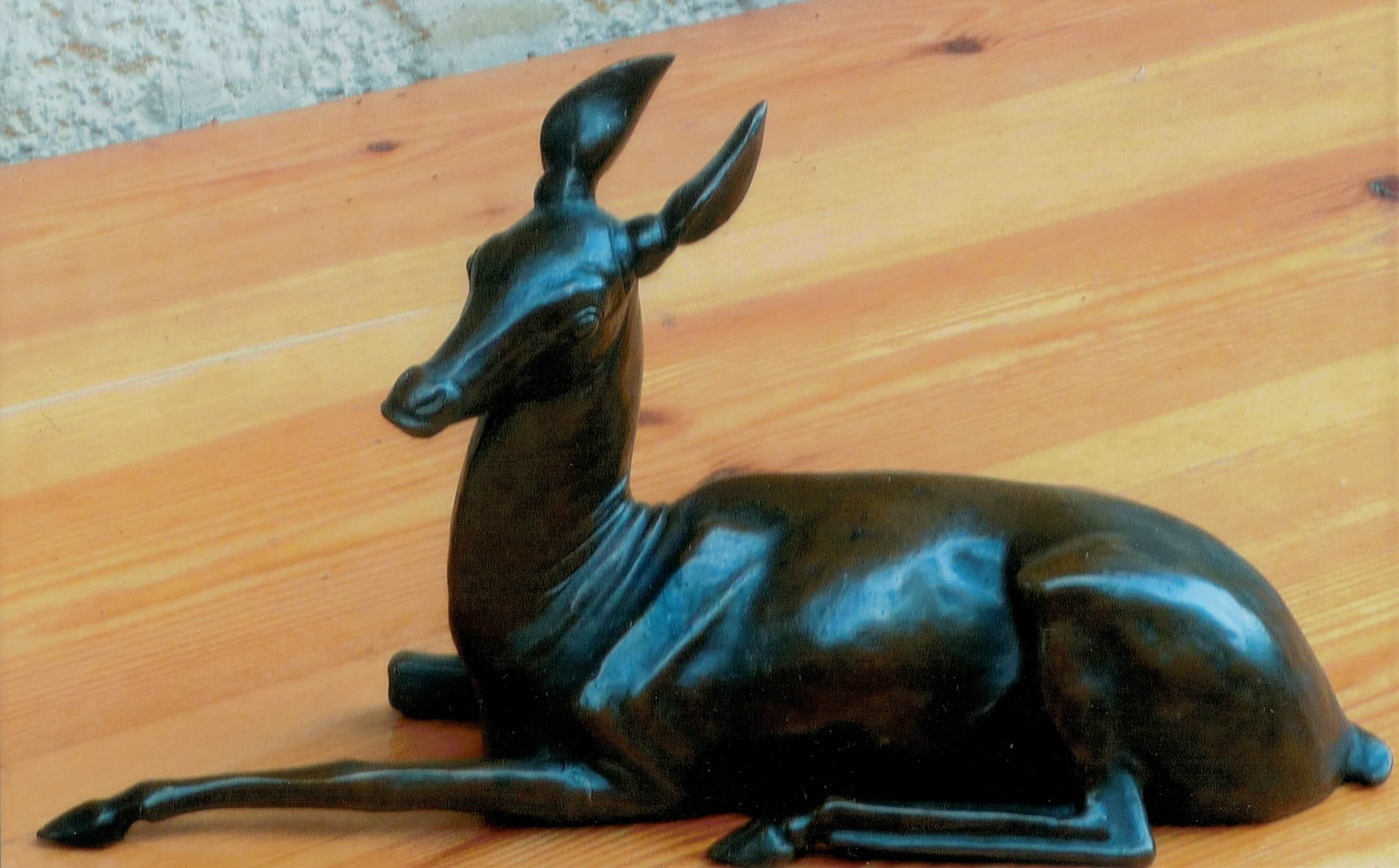
Bronzemodell, Foto: 2017.

## Kriegerdenkmäler
Der Architekt Friedrich Haußer und der Bildhauer Jakob Brüllmann, welche die Kriegergedenkstätte 1914/18 in Ludwigsburg zusammen erbauten, hatten schon 1916 bei der Anlage des Ehrenfriedhofs zusammengearbeitet. Später kam es mindestens noch einmal zur Zusammenarbeit an einem Kriegerdenkmal: 1925 schufen sie gemeinsam das Kriegerdenkmal an der Martinskirche in Steinheim an der Murr.
„Die Zeit nach dem ersten Weltkrieg war vor allem auch die Zeit unzähliger Gedächtnismale und Friedhofsbauten. Auch Haußer hat sich in jener Zeit, als die allgemeine Bautätgkeit darniederlag, diesem Gebiet in vermehrtem Maße gewidmet.“ Von ihm stammt unter anderem auch die Grabeinfassung für die Ruhestätte des letzten württembergischen Königs Wilhelm II. auf dem Alten Friedhof (1922).
Brüllmann schuf weitere Kriegerehrenmale in anderen württembergischen Städten.

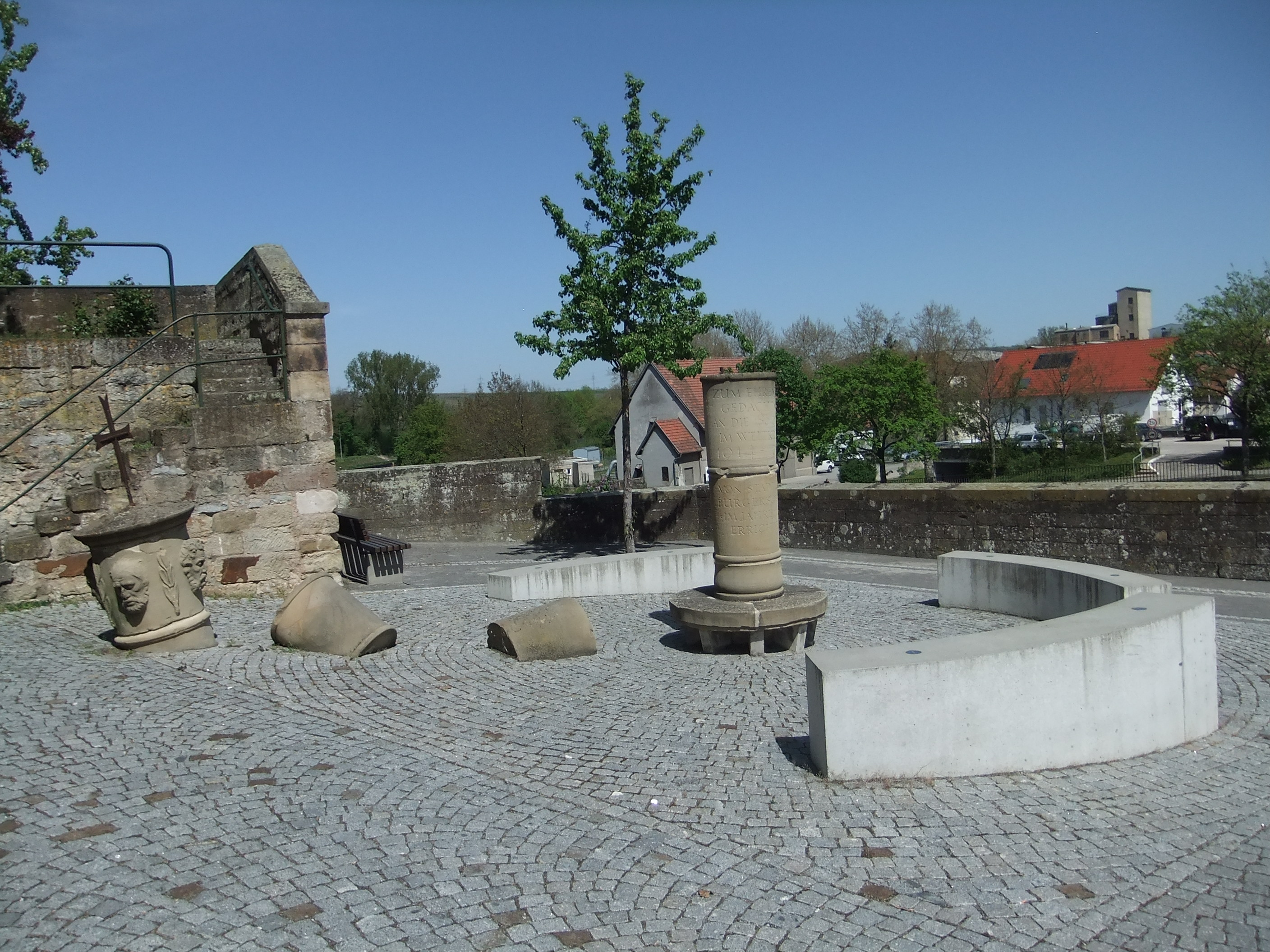
Lauffen am Neckar, Säule mit vier antiken Reliefköpfen.
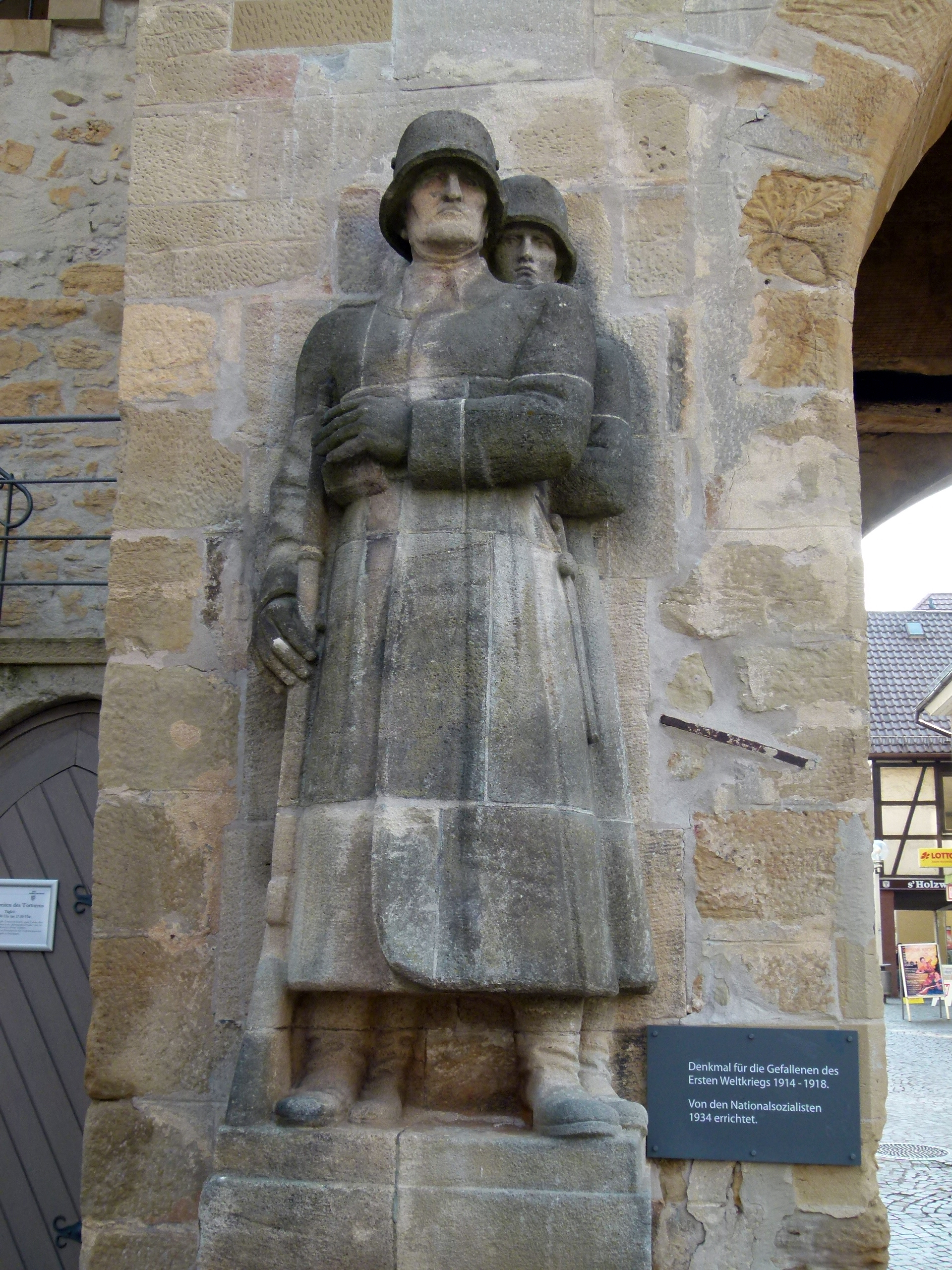
Marbach am Neckar, Standbild mit zwei Soldaten.
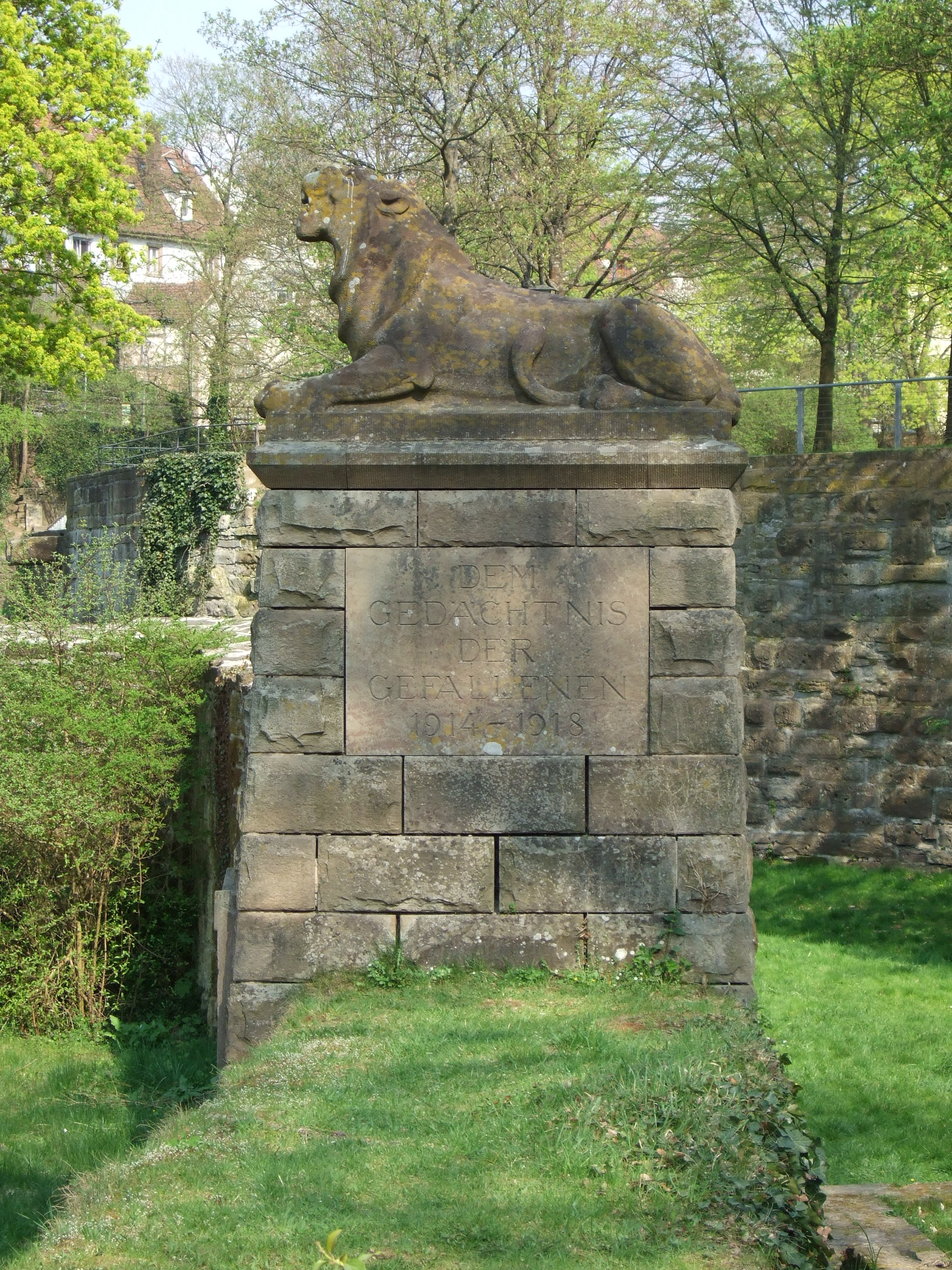
Maulbronn, Stele mit einem liegenden Löwen.
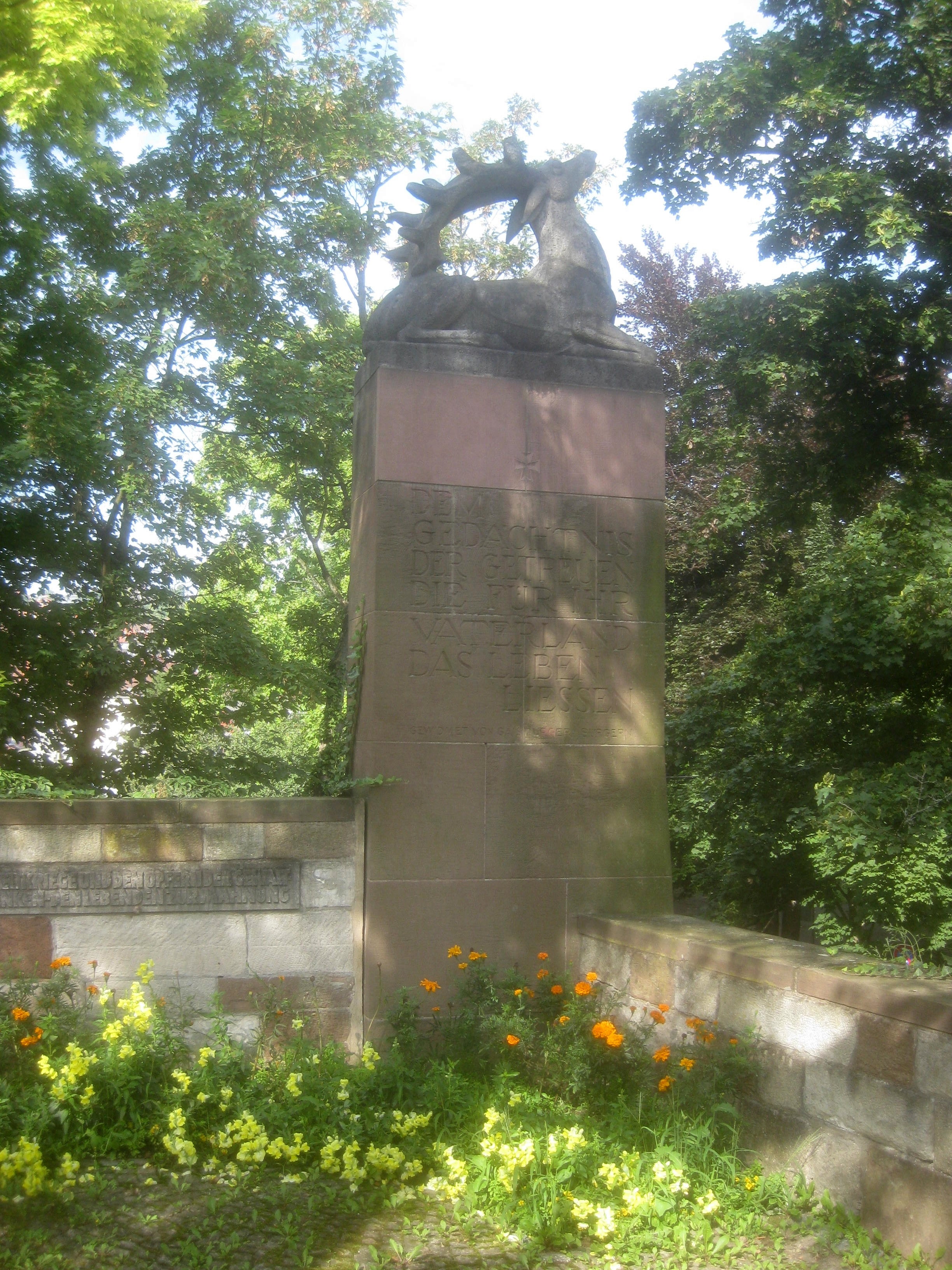
Stuttgart-Gaisburg, Mahnmal mit einem sterbenden Hirsch.
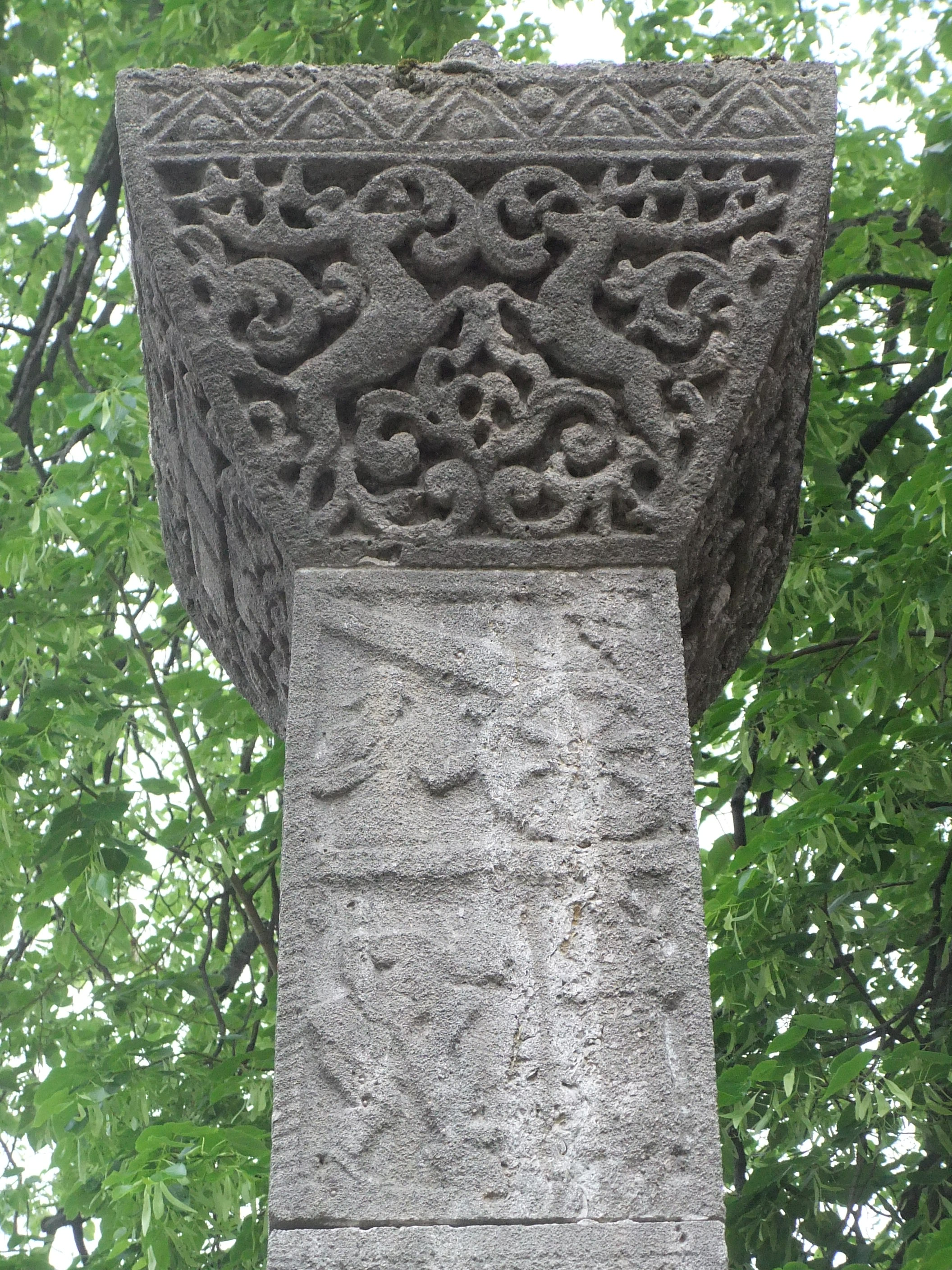
Stuttgart-Weilimdorf, Säule mit Reliefs.
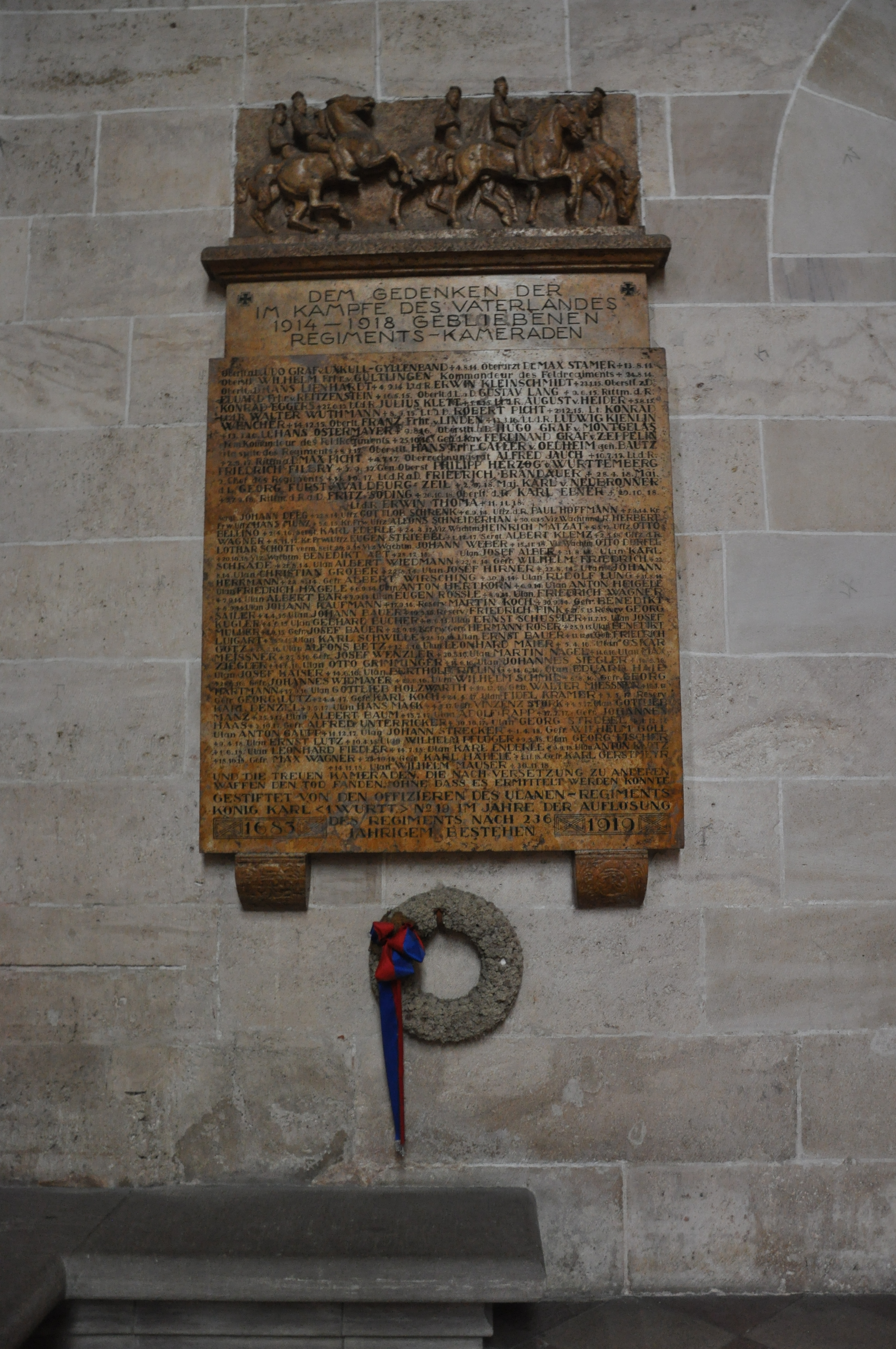
Ulmer Münster, Kriegergedenktafel 1914–18 des 1. Württ. Ulanen-Regiments 19 mit Reiterrelief.

Die Denkmäler, von denen Abbildungen vorliegen, scheinen eher konventionell (Löwe, Hirsch, Soldaten). Die Weilimdorfer Reliefs sind stark verwittert, so dass keine Aussage über sie möglich ist. Die Darstellungen antiker Köpfe an dem Denkmal in Lauffen sind zwar ungewöhnlich, lassen jedoch auf Grund fehlender Quellen keine Deutung zu.